# Historia del Club Nacional de Football
La historia del Club Nacional de Football transcurre desde su fundación el 14 de mayo de 1899, en Montevideo Uruguay, por iniciativa de un grupo de jóvenes estudiantes de los equipos Uruguay Athletic Club y Montevideo Football Club.
El club conquistó la Copa Libertadores de América en tres ocasiones —1971, 1980 y 1988—,  torneo en el que ocupa la segunda posición de la tabla histórica con 545 puntos por detrás del Club Atlético River Plate (606) considerando la edición 2023. Además, ganó en idénticas fechas la hoy discontinuada Copa Intercontinental, convirtiéndose en el primer tricampeón mundial invicto y el primero en ganar este torneo desde que se disputó en Tokio. Es el único club uruguayo en haber obtenido la Copa Interamericana —1972 y 1989— y la Recopa Sudamericana, competición de la cual es el primer campeón de la historia, al ganar la edición de 1989.
En el ámbito nacional, obtuvo en cuarenta y nueve ocasiones el título de Campeón Uruguayo. Además salió primero en 1925 y en 1948. Siempre mantuvo la categoría desde su debut en 1901, logró el récord de once campeonatos en el amateurismo, y 33 desde el inicio del profesionalismo. En total, posee 161 títulos oficiales, de los cuales 142 títulos son nacionales y 19 internacionales, que lo convierten en el club con más títulos oficiales del país. Además de los 49 campeonatos uruguayos, es el club que ha ganado más títulos organizados por la AUF al tener en cuenta otros torneos organizados por la asociación.Posee nueve títulos oficiales de Conmebol y FIFA y diez títulos oficiales en torneos organizados en conjunto entre la AFA y la AUF, siendo el club uruguayo con más títulos a nivel internacional con diecinueve trofeos.
|  |

## Fundación (1899)

Bandera de Artigas, símbolo patrio del Uruguay

A finales del siglo XIX la incipiente práctica del fútbol en Uruguay estaba dominada por extranjeros residentes en el país, en particular de ascendencia británica, los cuales actuaban con mentalidad áulica y exclusivista, respecto a los uruguayos que gustaban practicar del novel deporte.
En ese contexto, sobre la base de una iniciativa de un grupo de estudiantes que buscaban la creación de una institución futbolística de corte netamente nacional —de ahí su denominación—, es que el 14 de mayo de 1899, en la casa de Ernesto Caprario —en la calle Soriano 99 de Montevideo—, se concretó la fusión del Uruguay Athletic Club —escisión del Albion— y el Montevideo Football Club, surgiendo de ella el Club Nacional de Football.

### Colores y uniforme
En la sesión constitutiva se eligieron los símbolos del club, los cuales fueron inspirados en la bandera de la Provincia Oriental creada por el prócer uruguayo, José Gervasio Artigas. Luego de la fusión inicial se planteó el inconveniente de quien sería el Capitán del equipo, el impulsor de la gestión deportiva. Por sorteo entre los capitanes de los clubes fundadores, Domingo Prat del Uruguay Athletic pasó a ser el primer capitán mientras que Sebastián Puppo del Montevideo se desempeñó como el primer presidente de la institución.
En cuanto al uniforme, Nacional es de los pocos clubes del mundo que mantiene el mismo equipo deportivo y bandera desde el año 1902. La primera camiseta tenía los colores de la bandera de Artigas: la camisa roja, con cuello, bocamanga y cartera azules; además los jugadores llevaban un gorro rojo con una borla azul. El 24 de marzo de 1902 el equipo cambió su casaca por mandato de la Asamblea pues la camiseta roja se desteñía, definiendo un nuevo uniforme con pantalón azul, faja roja y camisa blanca adoptada del Defensa FC, que se había unido a Nacional en la temporada de 1900. Por iniciativa de Domingo Prat se creó la bandera el 23 de mayo de 1902, que fue diseñada por Ernesto Caprario. El 30 de mayo de 1902, por moción de Caprario se resolvió el complemento del uniforme: una banderita con las iniciales C. N de F. que debía colocarse sobre el bolsillo de la camisa. Desde entonces, el uniforme oficial ha permanecido inalterado, con la desaparición del bolsillo en la camisa, y con la excepción del uso de pantalón y medias blancas en ocasiones especiales.

### El primer partido y la cancha propia
La primera cancha que utilizó el club fue la que ocupó el Uruguay Athletic en Punta Carretas, donde el 18 de junio se disputó el primer partido amistoso del club contra el Internacional, mientras otro de sus equipos jugaba contra el Universitario en el Batallón Tercero de Cazadores esa misma tarde. Sin embargo, según el Archivo Histórico del Club Nacional de Football, el primer partido fue en esa cancha, pero el 25 de junio de 1899, con triunfo 2:0 sobre otro Uruguay Athletic, siendo Melitón Romero el autor del primer gol del club y Vallarino el segundo. Nacional formó con Alejandro Cordero, Arturo Corradi, Jorge Ballestero, Félix N. Rosati, Carlos Carve Urioste, Bernardino Daglio, Jaime Gianetto, Sebastián Puppo, Domingo Prat, Juan Vallarino y Melitón Romero. En 1900 recibió la cesión de una de las canchas del Parque Central, instalándose en ese lugar hasta la actualidad. El 17 de marzo de 1911 pasó a usufructuar totalmente el predio, desde 1930 hasta 2004 ejerció su localía en el Estadio Centenario, manteniendo la propiedad del Parque Central, estadio al cual volvió a partir de 2005 en adelante.

## Primeros años (1899-1911)

### Creación de la Uruguay Association Football League (1900)
Por iniciativa del fundador del Albion Football Club, Enrique Lichtenberger, el 30 de marzo de 1900 se reunieron en su oficina de Ciudad Vieja representantes del Albion, del Uruguay Athletic —otro distinto al fundador de Nacional—, del Central Uruguay Railway Cricket Club y del Deutscher Fussball Klub para dar creación a la denominada The Uruguay Association Football League y la aprobación de su estatuto. Sin embargo, pese a contar con Comisión Directiva, cancha propia y un plantel consolidado, Nacional no logró ser aceptado en la League debido a dudas sobre el poderío deportivo de los futbolistas uruguayos. Posteriormente en ese mismo año, se incorporaron al plantel de Nacional los hermanos Amílcar, Bolívar y Carlos Céspedes —por cuya poderosa impronta dejada en el club, este llegaría a ser conocido como El club de los Céspedes—, y recibió en usufructo las instalaciones del Parque Central en las afueras de Montevideo.
El 22 de marzo de 1901 Nacional volvió a solicitar su ingreso a la Football League, y esta vez su petición fue aceptada, en momentos en que la Liga Argentina había decidido invitar al club a participar de la misma, a sabiendas de su situación, propuesta que fue no fue aceptada por Nacional. En el Campeonato de 1901, Nacional debutó con suceso finalizando vicecampeón, con cinco victorias, dos empates y solo una derrota. Se debió exigir en las reuniones de la Liga que las sesiones se llevaran a cabo en el idioma oficial el país, ya que las mismas transcurrían en inglés.

### Campeón Uruguayo por primera vez (1902)
Tras un cambio de mando en la presidencia del club, donde Bernardino Daglio cedió su puesto a Carlos Carve Urioste —quien se desempeñaba como zaguero— Nacional comenzó un campeonato que culminaría con su primera consagración. Este se inició el 11 de mayo de 1902 con victoria de Nacional frente al Deutscher por 5:1. Una semana después Nacional recibió al campeón defensor, el Central Uruguay Railway Cricket Club, en el Parque Central, derrotándolo por 2:1 con dos anotaciones de Bolívar Céspedes, ambas conseguidas en el primer tiempo. Fue una jornada histórica, ya que se trató de la primera victoria de Nacional ante el equipo ferroviario Tras una serie de victorias frente al Uruguay Athletic, Albion y El Triunfo, el 10 de agosto ocurrió el partido clave por la definición del campeonato contra el CURCC, que escoltaba a Nacional en la tabla de posiciones. Tras la victoria por 3:1 en Villa Peñarol, mil personas fueron a la Estación Central General Artigas a recibir al inminente Campeón Uruguayo, que se consolidó como tal tras cuatro fechas con puntaje ideal, habiendo convertido cuarenta goles y recibido cinco en contra. Ese mismo año, el equipo realizó un viaje a Buenos Aires iniciando su campaña internacional con una victoria 2:1 sobre Barracas Athletic Club y luego empatando 1:1 con un combinado del Belgrano Athletic Club y el Alumni Athletic Club.

### Cuando Nacional fue Uruguay (1903)

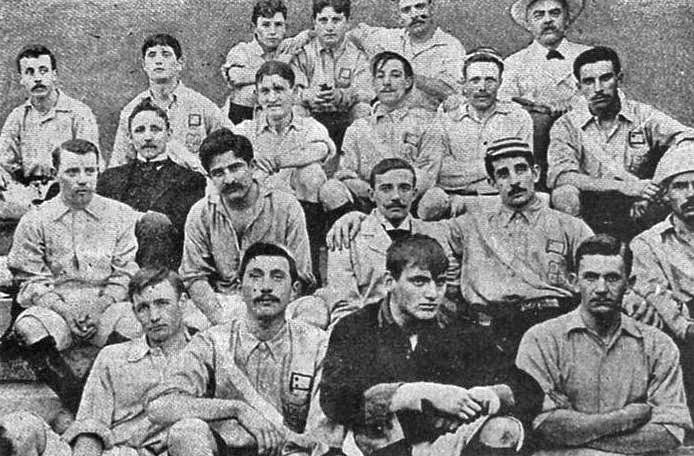
La selección uruguaya posa con algunos futbolistas argentinos, tras el partido del 13 de septiembre de 1903.

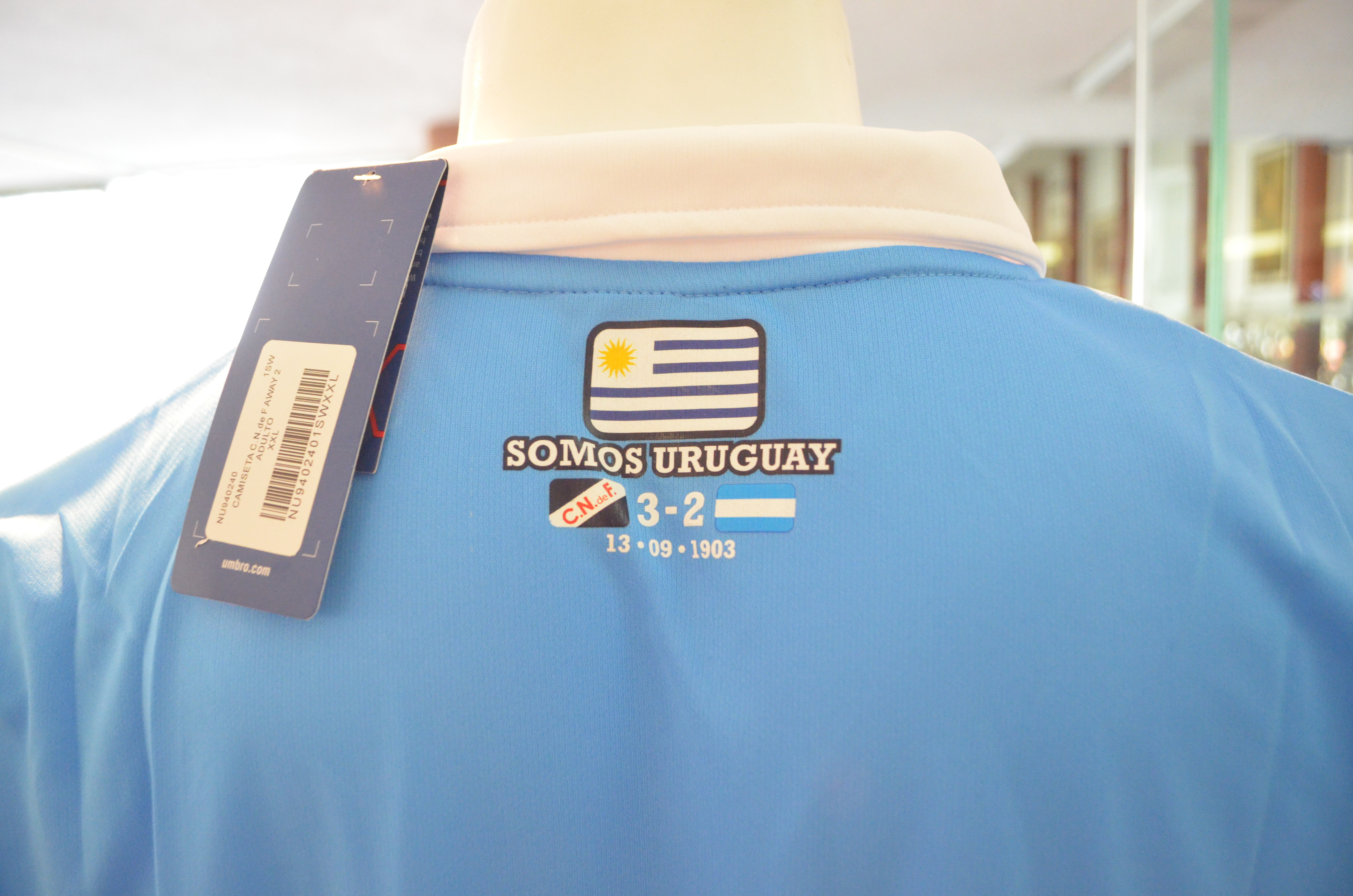
Durante el mes de septiembre Nacional estrena una camiseta celeste, en honor a la victoria ante Argentina en 1903.

Las selecciones de Uruguay y Argentina se enfrentaban en un partido anual, con localía intercalada. En el momento de seleccionar los jugadores para el partido del 13 de septiembre de 1903, la Comisión de la Football League nombró una mayoría de jugadores de Nacional, quien era el campeón invicto. En consecuencia el CURCC, molesto por esta situación, renunció a formar parte del combinado. Lo mismo ocurrió con dos jugadores del Montevideo Wanderers Fútbol Club citados para sustituirlos. Ante esta situación Nacional asumió con todos sus jugadores la representación de la selección uruguaya.
Parecía que el partido sería muy fácil para el seleccionado argentino, el cual el año anterior había goleado de visitante 0:6 en el Parque Central, y de local, debía enfrentar solo a un club: Sabemos que no podemos ganar, venimos como hermanos a cumplir se sinceró Eusebio Céspedes ante Alejandro Watson Hutton, presidente de la Argentine Association Football League. Sin embargo, el partido deparó la histórica victoria 2:3 de los uruguayos, producto de dos goles de Carlos Céspedes y uno de su hermano Bolívar. Con gran júbilo se recibió en las calles de Montevideo la noticia de la primera victoria internacional del combinado oriental, una fecha que quedó grabada en la historia de Nacional y el fútbol uruguayo.

### La final de 1903 (1904)

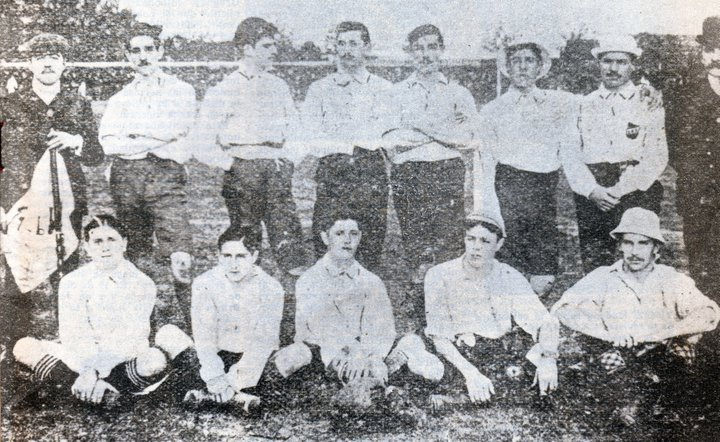
Foto del equipo que ganó el campeonato uruguayo de 1903.

Al finalizar la temporada de 1903, nuevamente Nacional y el CURCC estaban al tope de la tabla de posiciones. La final entre ambas escuadras debió suspenderse por la inminencia de la Revolución de 1904, la cual tuvo consecuencias trágicas para el plantel de Nacional ya que parte del mismo debió huir a Buenos Aires escapando de la leva forzosa. Los hermanos Céspedes y Pigni pasaron a defender al Barracas A.C., mientras que otros jugadores se enrolaron en las filas de Aparicio Saravia. Por el contrario, los jugadores del CURCC estaban desafectados del servicio militar por ser predominantemente extranjeros, así como por su condición de ferrocarrileros, pues sus servicios eran prioritarios en el marco del conflicto armado. En ese contexto, la Mesa Directiva de la League decidió fijar la final para el 28 de agosto de 1904.
Conocedor de la situación, el político batllista Pedro Manini Ríos pidió al Presidente de la República José Batlle y Ordóñez una amnistía para los futbolistas exiliados, de quien obtuvo una respuesta positiva para que se vieran exentos de participar en la guerra civil. Estos se presentaron en la cancha y Nacional venció 3:2 al CURCC consiguiendo el título de Campeón Uruguayo de 1903.

### Enfrentamiento de corrientes internas (1905-1911)
En 1905 Nacional conquistó su primer título internacional, la Copa de Honor Rioplatense, superando al Alumni argentino. Ese mismo año fallecieron prematuramente Bolívar y Carlos Céspedes, producto de una epidemia de viruela. El shock fue muy duro para el club, que entraría en un proceso de decadencia deportiva e institucional agravado por un sector de asociados elitistas que se oponían a la democratización del club. Finalmente en una asamblea de socios de 1911, la mayoría populista, respaldada por el presidente José María Delgado, triunfó en su concepción popular del club.  El gestor de este triunfo político fue Manuel Rovira Urioste, apodado por sus dotes de conductor como El General.
Entonces Nacional sufrió una fractura: varios dirigentes, socios y destacados futbolistas se marcharon al Bristol FC. En los dos enfrentamientos sostenidos frente al Bristol por la Copa Uruguaya, integró el equipo de Nacional Antonio Ascunzi, el primer jugador afrodescendiente de la historia del club. Fue vital la personería jurídica obtenida durante la presidencia de José María Reyes Lerena en 1906 —el Club Nacional de Football fue el primer club de fútbol del Uruguay reconocido por la República—, para evitar el intento de desangrar al club para formar otros Nacionales: en 1911 el Nacional Old Boys y en 1923 el Club Atlético Nacional —este último para formar en la Federación Uruguaya de Football—.

## Nacional dominador del Río de la Plata (1912-1931)
Luego de la Asamblea de 1911, a impulso del presidente Delgado, llegaron al club jugadores de orígenes más humildes, como Ángel Romano, Antonio Brienza, Pedro Mazzulo (que trabajaban de albañiles), Pascual Somma (que era vendedor ambulante), Ascunzi, Alfredo Foglino, y Abdón Porte (quien se convertiría en un símbolo histórico de la institución) entre otros.
Gracias a esta renovación, Nacional se convirtió en el máximo ganador de la era amateur a nivel local, sumando en total once campeonatos uruguayos. Primero cortó una sequía local de nueve años y conquistó el Campeonato de 1912, luego obtuvo la Copa Uruguaya en propiedad (al conseguir los tres títulos consecutivos 1915-16-17) y los campeonatos de 1919, 1920, 1922, 1923 y 1924. Además, logró ocho veces la Copa Competencia: 1912, 1913, 1914, 1915, 1919, 1921, 1923 (ya tenía una de 1903); y siete Copas de Honor en 1913, 1914, 1915, 1916 y 1917 —ya la había ganado en 1905 y 1906—.
A nivel internacional, Nacional ganó tres Copa Aldao en 1916, 1919 y 1920, tres Copa de Honor Cousenier en 1915, 1916 y 1917 (ya poseía la de 1905), y dos trofeos de la Copa Competencia Chevallier Boutell (1913 y 1915), derrotando a equipos argentinos de la talla de Racing, Boca Juniors, River Plate, Independiente, San Lorenzo, Rosario Central y Newell's Old Boys, entre otros.

### La quíntuple corona (1915)

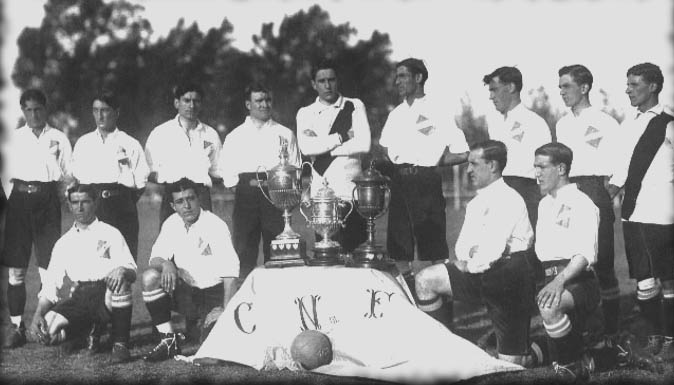
El plantel de Nacional con tres trofeos en 1915.

En 1906 el Alumni consiguió un logro histórico al obtener tres títulos en dicha temporada (el Campeonato Argentino, la Copa Competencia Rioplatense y la Copa de Honor Cousenier). En 1915 Nacional superó dicha hazaña al lograr cinco copas en una temporada:
- El 3 de octubre se consagró campeón de la Copa Competencia al vencer a Central 1:0.
- El 17 de octubre ganó la Copa de Honor superando a Universal.
- El 31 de octubre obtuvo la Copa Competencia Rioplatense venciendo en la final al Porteño 2:0.[33]
- El 12 de noviembre obtuvo la Copa de Honor Rioplatense al vencer a Racing de Avellaneda 2:0.[30]
- Finalmente, obtuvo un nuevo campeonato uruguayo al vencer nuevamente a Central 1:0, concretando así la quíntuple corona.[34]

El equipo formaba con Demarchi; Castellino y Foglino; Olivieri, Porte y Vanzzino; Brachi, Dacal, Romano, Carlos Scarone y Lázaro. También participaron Lanzaro, Somma y Landeira, entre otros.

### Primera Copa Uruguaya en propiedad (1915-1917)
En 1916 Nacional mantuvo la base del equipo y obteniendo el título por segunda vez consecutiva, esta vez con el récord de doce puntos de distancia sobre el segundo, Peñarol. El 3 de diciembre venció en Argentina a Racing por 2:1 —goles de Ángel Romano— coronándose campeón de la primera Copa Río de la Plata a nivel de clubes. Además ganó la Copa de Honor y la Copa de Honor Rioplatense
Al año siguiente obtuvo la Copa Uruguaya en propiedad, al obtener tres títulos consecutivos. El 20 de mayo venció a Peñarol por 4:0, con un equipo dónde sobraban los delanteros: había seis, pero solo lugar para cinco: ellos eran Brachi, Somma, Carlos y Héctor Scarone, Romano y Marán. Al concretarse la conquista, más de doscientos vehículos se trasladaron de la cancha hasta la sede de Nacional —en ese entonces en la Avenida 18 de Julio— para celebrar el título. Además, Gerardo Matos Rodríguez, autor de La cumparsita, compuso un tango para festejar la obtención de la Copa Uruguaya en propiedad.
Mientras tanto Nacional seguía siendo la base de la Selección uruguaya. En la obtención de la primera Copa América en 1916, siete de los jugadores celestes pertenecían a Nacional: José Brachi, Francisco Castellino, Pablo Dacal, Alfredo Foglino, Ángel Romano, Pascual Somma y José Vanzzino. La situación se repitió al año siguiente, cuando para la Copa América de 1917 Nacional aportó nueve jugadores para el seleccionado uruguayo, que volvió a quedarse con el título: Foglino, Romano, Somma, Vanzzino, Rodolfo Marán, Antonio Urdinarán, Abdón Porte, y los hermanos Carlos y Héctor Scarone.

### Suicidio de Abdón Porte (1918)

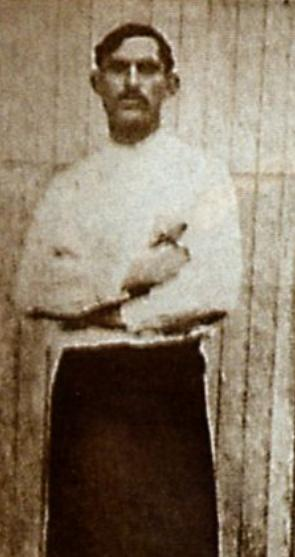
Abdón Porte con la camiseta de Nacional.

Abdón Porte, apodado el Indio, fue uno de los jugadores más importantes en este proceso de gloria deportiva. De orígenes humildes, llegó al club y rápidamente se convirtió en titular indiscutido en la mitad de la cancha y en ídolo de la parcialidad de Nacional, ganando diecinueve títulos en solo siete años. Pero con el paso del tiempo sus actuaciones decayeron a punto tal que la directiva decidió sacarlo del equipo titular. Esto lo deprimió de tal forma que, en la noche del 5 de marzo de 1918, Porte decidió suicidarse en el punto medio de la cancha del Parque Central, convirtiéndose así en una leyenda para los hinchas del club. En la actualidad, una de las tribunas del estadio lleva su nombre —justamente la tribuna popular donde concurre la hinchada local— y los hinchas aún homenajean a Porte con banderas y camisetas con su nombre.

### La medalla de oro en Colombes (1924)

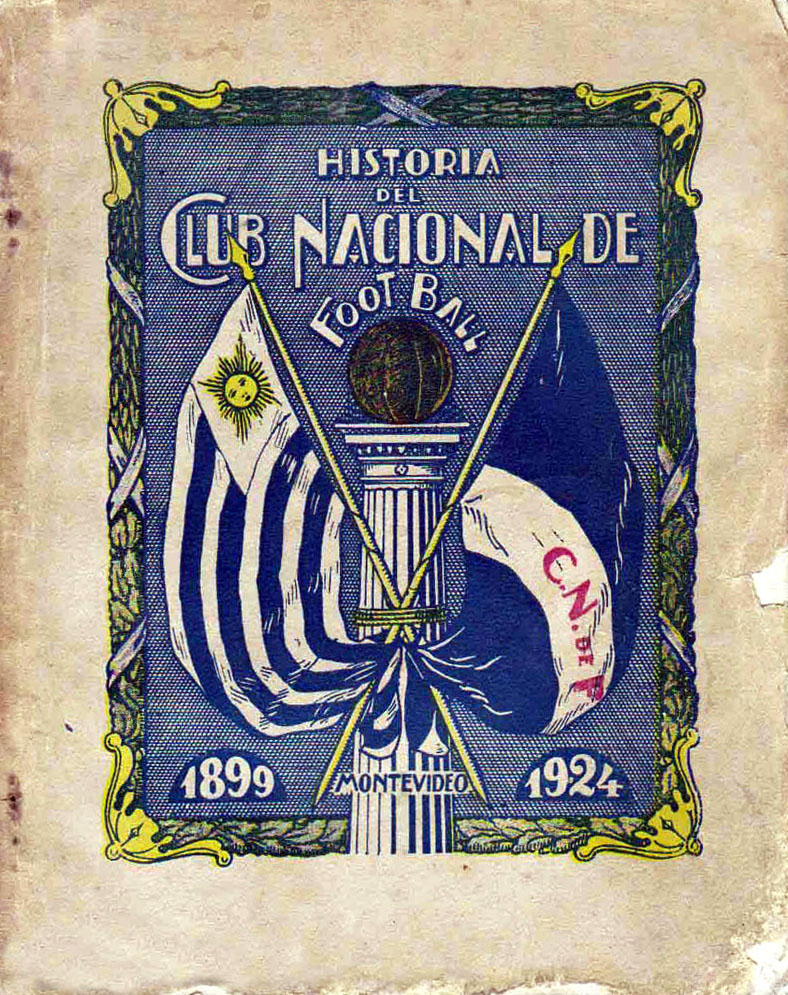
En 1924 el club publicó un libro detallando la historia desde su fundación.

A fines de 1922 se produjo una fractura en el fútbol uruguayo, debido a que la AUF desafilió a los clubes Central y Peñarol por incumplimiento de un mandato sobre enfrentamientos internacionales. Estos clubes lideraron la formación de una institución disidente, Federación Uruguaya de Football mientras Nacional permanecía liderando la Asociación, logrando que el 13 de septiembre de 1923 se concretara su afiliación a la FIFA.

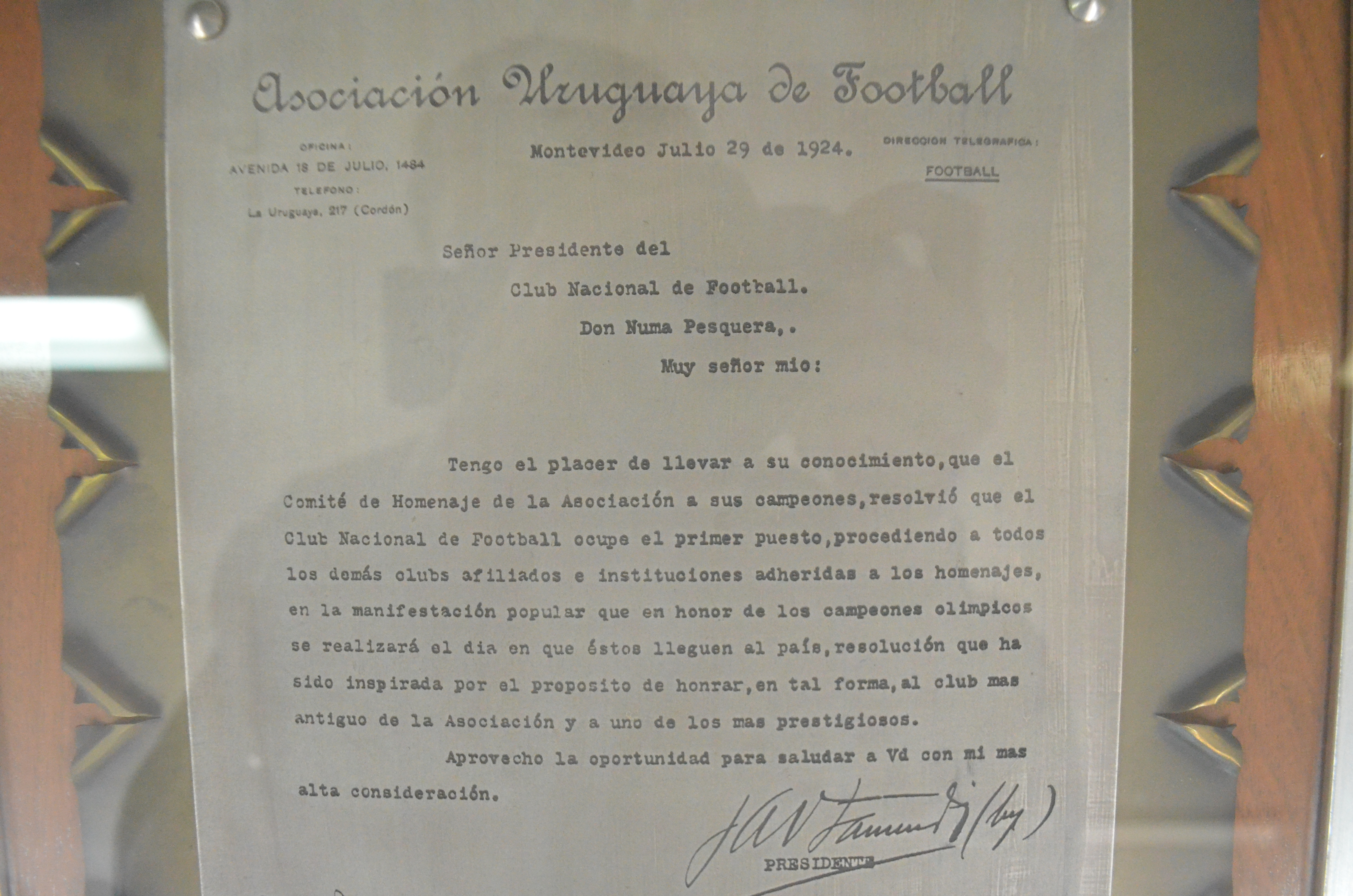
Carta de la Asociación Uruguaya de Fútbol a Nacional en la cual lo reconoce como el club más antiguo de la asociación en julio de 1924, cuando Peñarol estaba desafiliado de la misma.

Pese al cisma, el seleccionado de la Asociación fue campeón sudamericano de 1923, y Atilio Narancio, delegado de Nacional, había prometido que si se coronaban campeones concurrirían a las Olimpíadas de París. Uruguay no tenía afiliación olímpica, y para peor, la Asociación no tenía fondos. Para ello, se envió al diputado y dirigente Casto Martínez Laguarda a Europa, para que gestionara una gira previa por España que sirviera de preparación y cubriera los costos del viaje. Este consiguió varios amistosos, en algunos casos a cambio solamente de alojamiento y comida. Para financiar el cruce del Atlántico, realizado en el barco a vapor francés Desirade, Atilio Narancio hipotecó su quinta de Maroñas. La fundamental participación del dirigente de Nacional en la gestación de la campaña de Colombes determinó que se le bautizara como El padre de la victoria. Tras su fallecimiento se lo recordó con un monumento, el único dedicado a un dirigente de fútbol en el Uruguay. Además, el entonces presidente de Nacional Numa Pesquera, firmó un cheque en blanco para afrontar los gastos. Nacional aportó siete futbolistas para la victoria olímpica: Andrés Mazali, Antonio Urdinarán, Santos Urdinarán, Alfredo Zibechi, Héctor Scarone, Ángel Romano y Pascual Somma. Además participaron jugadores que luego vestirían la camiseta de Nacional, como José Nasazzi, Pedro Arispe, José Leandro Andrade, Alfredo Ghierra, Pedro Petrone, Pedro Cea y Zoilo Saldombide.
La olimpíada fue la primera gran hazaña mundial de la selección uruguaya; su fútbol deslumbró a los europeos, vapuleando a potencias como Francia, Holanda, Suiza y Estados Unidos; y consagrándose campeón mundial. Para festejar el título los jugadores recorrieron toda la cancha saludando al público, inventando la vuelta olímpica. En Uruguay, la Asociación resolvió que el Club Nacional de Football, en carácter de ser el «club más antiguo y uno de los más prestigiosos» liderara los festejos con el resto de las instituciones afiliadas.

### Gira por Europa (1925)

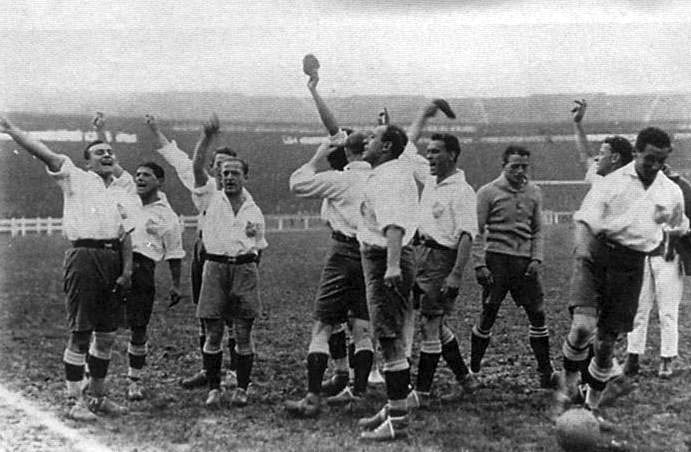
Plantel de Nacional en París, durante la Gira de 1925.

Motivados por la excelente actuación de la selección uruguaya durante los Juegos Olímpicos de Colombes (medalla de oro), al año siguiente los albos decidieron embarcarse rumbo a Europa para desplegar su fútbol en el Viejo Continente, dónde estaban ávidos por volver a ver el juego deslumbrante de los uruguayos.
La «Gira del 25» duró ciento noventa días por tierras europeas, entre febrero y agosto de 1925, y es considerada la más extensa en la historia del fútbol mundial. La gira incluye entre sus resultados más resonantes, la victoria 3:0 sobre el Génova (campeón de Italia) y las goleadas sobre las selecciones de Holanda (7:0), Francia (6:0), Bélgica (5:1) y Suiza (5:2). En total, Nacional disputó treinta y ocho partidos de los cuales ganó veintiséis, empató siete y perdió cinco, marcando ciento treinta goles y recibiendo treinta. Participaron entre otros notables futbolistas, Héctor «El Mago» Scarone, Héctor «Manco» Castro, Pedro «Perucho» Petrone y José «El Mariscal» Nasazzi, quien estuvo como invitado. Como anécdota, el 17 de mayo, Nacional se presentó a tres partidos simultáneos: uno en París (3:0), otro en Bruselas (2:1) y un tercer equipo en Montevideo, por el Campeonato Uruguayo (1:1, frente a Bella Vista).

### Gira por América del Norte (1927)

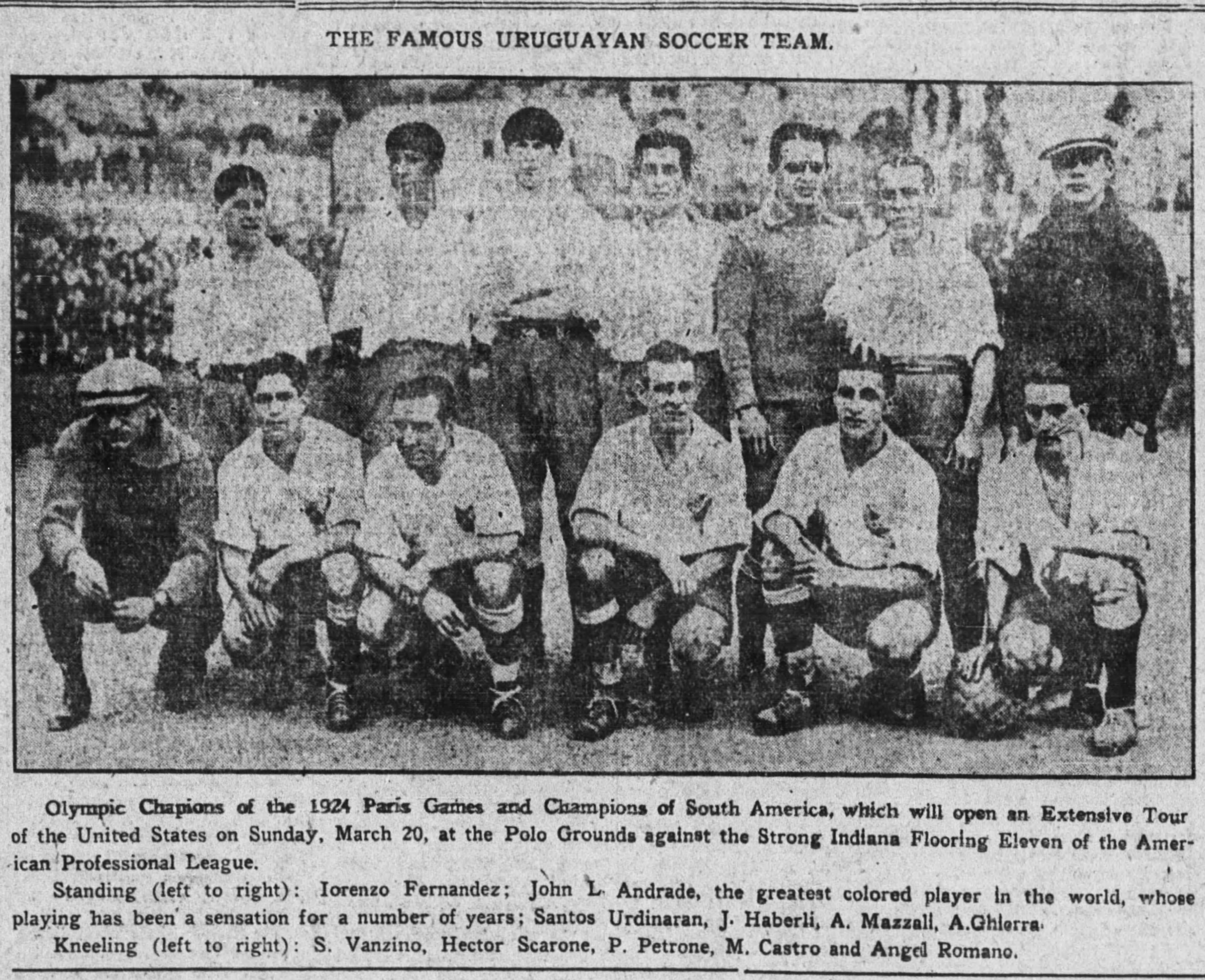
Nacional en la gira por América del Norte de 1927.

A partir de entonces, llovieron los ofrecimientos por partidos alrededor del globo y finalmente, dos años después, se emuló aquella travesía. Esta vez fue por América del Norte, explorando una zona totalmente desconocida para el fútbol sudamericano. Esta segunda gira comprendió veintidós partidos, con dieciséis triunfos, dos empates y una derrota —tres partidos fueron suspendidos— con setenta y ocho goles a favor y veinticuatro en contra.

### Nacional y la Copa del Mundo (1928-1930)
En 1928, en Ámsterdam, Uruguay volvió a participar en los Juegos Olímpicos, esta vez con todo el fútbol uruguayo representado luego del Laudo Serrato de 1926. Nuevamente logró la medalla de oro, venciendo esta vez a Argentina en la final. Los representantes de Nacional fueron Andrés Mazali, Santos Urdinarán, Héctor Scarone, José Pedro Cea, Juan Píriz, Héctor Castro y Pedro Petrone.
La designación de Montevideo como sede de la Copa del Mundo surgió a través de la idea de dos dirigentes de Nacional, José Usera Bermúdez y Roberto Espil, lanzada en febrero de 1929. La AUF la apoyó y el diplomático Enrique Buero y el veterano dirigente Héctor Gómez viajaron a defenderla en el Congreso de Barcelona, en mayo de 1929. El prestigio del fútbol uruguayo ganado en los anteriores Juegos Olímpicos y el ofrecimiento de cubrir los gastos de traslado y estadía de las delegaciones visitantes volcaron a la FIFA en favor de Montevideo. La selección uruguaya practicaba en el Parque Central, dado que el Estadio Centenario estaba en proceso de construcción. Incluso, el primer partido en la historia de las Copas del Mundo se jugó en el Gran Parque Central, que albergó seis partidos de la competencia. El 30 de julio de 1930 Uruguay conquistó el título con ocho jugadores de Nacional en el plantel campeón: Santos Urdinarán, Héctor Scarone, José Pedro Cea, Héctor Castro, Pedro Petrone, Emilio Recoba, Zoilo Saldombide y Conduelo Píriz.

## El Equipo Espectáculo (1932-1943)
La construcción del Estadio Centenario para el Mundial de 1930 motivó que Nacional pasara a jugar sus partidos de local en ese escenario. En 1932 se inauguró la era profesional y Nacional rápidamente formó un equipo espectacular, La Máquina de 1933.

### La Máquina Blanca (1933)
Para armar La Máquina, se incorporó al multicampeón José Nasazzi (Bella Vista), importó al gran zaguero brasileño Domingos da Guia, volvió Petrone de Italia y se incorporó a Juan Labraga (Rampla) e Ithurbide (Wanderers). El equipo formaba con el triángulo de oro de el Flaco García; Nasazzi y Domingos; luego Arsenio Fernández, Ricardo Faccio y Marcelino Pérez; Labraga, Duhart, Petrone, Enrique Fernández e Ithurbide. También estaban los hermanos Saldombide, Pedro Cea, Conduelo Píriz, Héctor Castro, y otros juveniles como Aníbal Ciocca, Miguel Andreolo y Juan Cabrera. El entrenador era el arachán Ondino Viera, que hacía sus primeras armas como entrenador.
Arrancó la temporada arrasando: veintiocho goles en cuatro partidos, cuatro a Newell's, siete a Flamengo, ocho a Rampla y nueve a Central. La primera rueda fue brillante, ocho triunfos —incluido el clásico por 2:0— y un empate, con veinte goles a favor y ninguno en contra. De todas formas, Nacional y Peñarol finalizarían empatados en el primer puesto, y debieron definir en una final en 1934, en lo que se consideró el campeonato más largo del mundo, ya que terminó finalizando en noviembre de ese año.

#### El Clásico de los Nueve contra Once durante 84 minutos (1934)

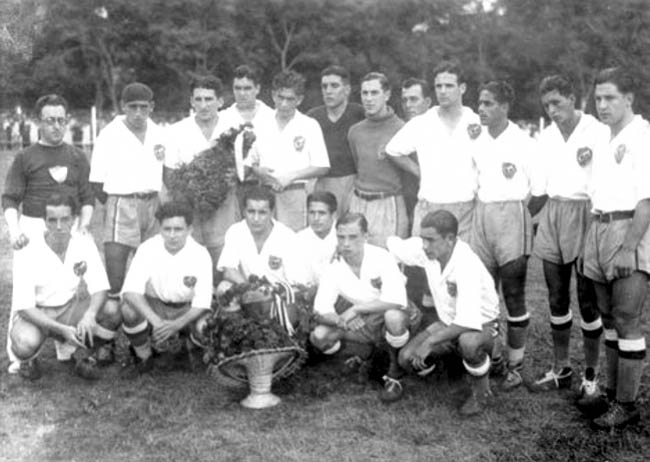
Plantel de Nacional campeón del Torneo Competencia 1934.

La final del 27 de mayo es recordada como la de el gol de la valija, por una curiosa jugada sucedida en la misma. En determinado momento avanzó Peñarol y el centro rasante salió de la cancha, rebotó en la valija de Juan Kirschberg —kinesiólogo de Nacional— y volvió a la cancha. Braulio Castro, de Peñarol, por las dudas, empujó el balón hacia el arco. El árbitro, Telésforo Rodríguez, hizo extrañas señas, que nadie entendió. Como creyeron que había cobrado gol se formó un tumulto y fueron expulsados Labraga y Nasazzi, ambos de Nacional. El encuentro fue suspendido, porque ya no había luz natural para proseguir con su disputa.
El partido se continuó el 25 de agosto y es recordado como el clásico de los Nueve contra Once ya que Nacional debió afrontar el mismo con nueve futbolistas durante los ochenta y cuatro minutos faltantes. El técnico húngaro Américo Sziguetti diagramó una brillante estrategia para minimizar la diferencia de hombres, y Nacional dominó táctica y anímicamente el partido, incluso tuvo las mejores opciones, finalizando el partido 0:0.
Por fin, el torneo se definió el 18 de noviembre. Peñarol vencía 0:2 al finalizar el primer tiempo, y todo hacía suponer que sería el campeón. Sin embargo, en el segundo tiempo, aparecieron tres goles del Manco Castro para el 3:2 y la inolvidable vuelta olímpica tricolor.

### Campeón Nocturno Rioplatense (1938)

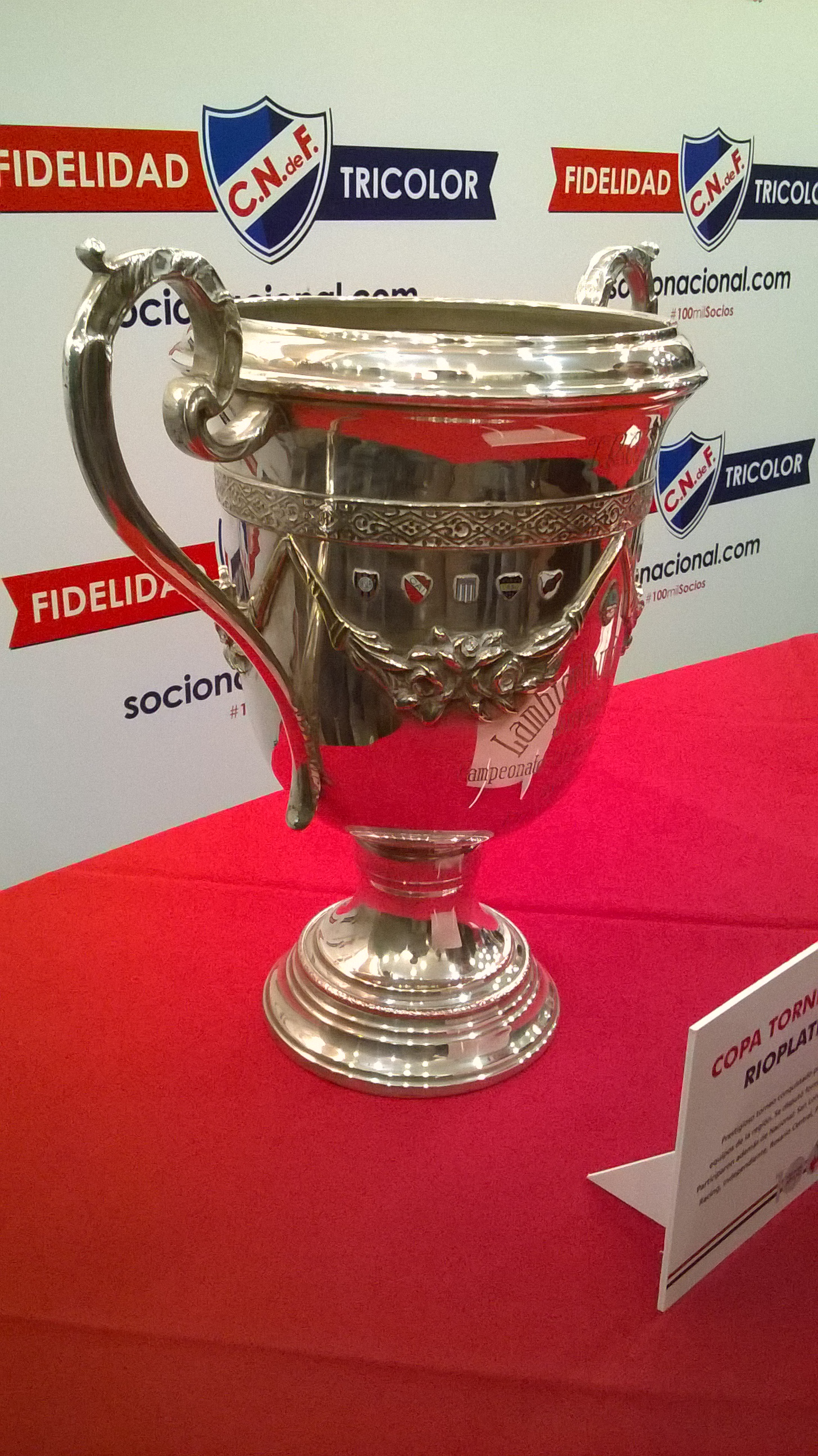
Copa del Nocturno Rioplatense 1938

En 1938 llegó al club el argentino Atilio García quien se convirtió en el máximo goleador de la institución. Ese año Nacional ganó el Nocturno Rioplatense —torneo disputado en Montevideo, Rosario, Buenos Aires y La Plata— derrotando a los grandes clubes rioplatenses y que se coronó campeón derrotando a Peñarol con dos goles de Atilio García. Aquel plantel formado bajo la dirección técnica del escocés William Reaside, tuvo su momento cumbre en el partido ante Estudiantes en La Plata, el 19 de febrero. En clima de hostilidad y guerra —incluso con armas de fuego— un dirigente albo bajó al vestuario pidiéndole al capitán, Ricardo Faccio, que perdieran el partido para asegurar la integridad física de todos. Esto provocó la reacción de Faccio y del plantel, que triunfó 2:1 —goles de Atilio García— terminando varios jugadores con cortes en la cabeza y las camisetas manchadas de sangre en lo que se llamó el partido de las camisetas ensangrentadas.

### El Quinquenio de Oro (1939-1943)

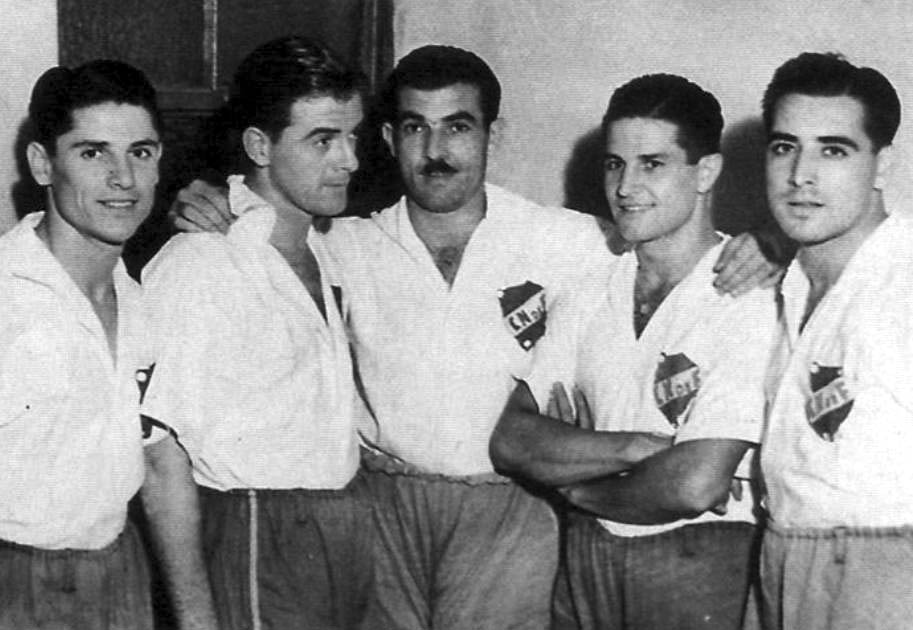
Delantera del Nacional que logró el Quinquenio, encabezada por Atilio García.

Entre los años 1939 y 1943 tuvo lugar el primer Quinquenio de la historia del fútbol uruguayo, con varios hechos destacables. En los cinco campeonatos correspondientes a la Copa Uruguaya entre 1939 y 1943, los tricolores jugaron noventa y seis partidos, ganaron setenta y siete, empataron nueve y perdieron solo diez. Nacional convirtió 318 goles y le convirtieron 108.
En 1940 con «el Manco» Castro como técnico, Atilio García le marcó cuatro goles a Peñarol, todos ellos de cabeza, en la victoria 5-1. Ese año, Nacional superó al tradicional rival por trece puntos de diferencia.
El título de 1941 es el más recordado dado que obtuvo el torneo ganando todos los partidos disputados, hazaña inigualada hasta el día de hoy, incluyendo un histórico 6:0 frente a Peñarol. Convirtió setenta y nueve goles y obtuvo los cuarenta puntos en juego.
La superioridad clásica de esta época era evidente, ya que entre 1938 y 1943 se disputaron veintitrés clásicos con dieciocho victorias de Nacional y solo cuatro de Peñarol; además, el 21 de noviembre de 1943 se cumplieron diez victorias consecutivas sobre Peñarol por el Campeonato Uruguayo. Por otra parte, se obtuvo el único sexenio de la historia, obteniendo consecutivamente el Torneo de Honor de la AUF entre 1938 y 1943.

## Campeón en el país campeón del mundo (1944-1959)
Luego del Quinquenio siguió un período de alternancia entre Nacional y Peñarol en los títulos. Nacional obtuvo los de 1946 y 1947. Además salió primero en el Uruguayo de 1948, que quedó trunco por huelga de futbolistas.

### Campeón en el año de Maracaná (1950)
El año 1950 es especial para el fútbol uruguayo, ya que es el año del famoso Maracanazo, donde la selección uruguaya reeditó su condición de campeona del mundo —con Aníbal Paz, Eusebio Tejera, Schubert Gambetta, Julio Pérez y Rodolfo Pini en sus filas—. Con la aparición de Patesko Javier Ambrois y los argentinos Rinaldo Martino —le marcó tres goles a Peñarol en un partido— y José «Miseria» García, Nacional se consagró campeón en el país campeón del mundo. El equipo que el 24 de diciembre derrotó a Peñarol 2:0 formó con: Peñalva; Santamaría y Gambetta; Roldán, Washington Gómez (hermano de Walter) y Cajiga; Roselló, Ambrois, Martino, José García —autor de los dos goles— y Orlandi.

### Tricolores tricampeones (1955-1957)
En 1955, la directiva presidida por José Añón contrató al conocido entrenador Ondino Viera, buscando recuperar el título de campeón que no obtenía desde 1952. La temporada arrancó con triunfos ante Boca Juniors (5:0), San Lorenzo (5:3), Independiente (1:0) y derrota con el River de Walter Gómez. El plantel estaba integrado por Gambetta, Raúl Pini, Luis Alberto Cruz, Ambrois, Santamaría, Julio César Britos y el paraguayo Juan Ángel Romero, entre otros. Con ellos Nacional obtuvo los títulos de 1955 y 1956.
El 15 de diciembre de 1956 debutó una joven delantera surgida de las divisiones juveniles del club, conformada por Héctor Núñez, Raúl Nuñez, Julio Acosta, Guillermo Escalada y Héctor «Ciengramos» Rodríguez, con un 6:1 sobre Independiente, y una semana después al San Lorenzo de Sanfilippo 5:3. Obtuvo la Copa Uruguaya en propiedad al ganar el campeonato de 1957. Ese año inauguró la actual sede social, ubicada en La Blanqueada. Al año siguiente obtuvo el Trofeo Teresa Herrera, venciendo al Flamengo en una nueva gira por Europa, con diez partidos jugados y solo dos derrotas.

## La Búsqueda por la gloria internacional (1960-1970)
El 13 de febrero de 1960, en La Plata, se jugó el primer clásico en el exterior, y fue triunfo de Nacional por un aplastante 4:0, pero es cuando se celebra la primera edición de la Copa Campeones de América, en 1960, cuando comienza un nuevo reto para el club: coronarse como el mejor equipo del continente. Su primera participación fue en la Copa de 1962, en la que llegó hasta semifinales tras derrotar a Racing y Sporting Cristal.
En 1963 el entrenador Hugo Bagnulo fue sustituido por Zezé Moreira, que implementó la táctica brasileña 4-2-4 y obtuvo el Uruguayo de 1963.

### Las finales por Copa Libertadores (1964, 1967, 1969)
Procurando el título continental Nacional contrató en 1964 al futbolista argentino José Sanfilippo, goleador de la Libertadores anterior, pero una grave lesión durante un partido amistoso le impidió participar de la serie final ante Independiente.
Tras obtener el título de campeón uruguayo en 1966, Nacional participó de la Libertadores de 1967. Superó un grupo inicial de siete participantes, y luego el grupo semifinal que incluía a Cruzeiro y a Peñarol (mediante un 2:0 con goles de Morales y Sosa; y luego un 2:2 con goles de Celio). En la serie final Racing, tras empatar dos veces sin goles, perdió el partido definitorio partido disputado en Lima por 2:1.
En 1968 llegó a la presidencia Miguel Restuccia. Nacional adquirió entonces el predio donde se construyó el Complejo Deportivo Los Céspedes. El equipo mantuvo la base de años anteriores, con Luis Ubiña, Juan Martín Mugica, Montero Castillo, Víctor Espárrago y «Cascarilla» Morales, agregándose sucesivamente las incorporaciones del guardameta brasileño Haílton Corrêa de Arruda, más conocido como «Manga», Ángel Brunell, «Palito» Mamelli, Silveira, Luis Cubilla y el gran goleador argentino Luis Artime. También se ascendió a Atilio Ancheta. En 1969, Nacional logró el campeonato uruguayo —el cual sería el primero de cuatro consecutivos (1969-1972)—. A nivel internacional realizó una gran campaña en la Libertadores —eliminando en semifinales a Peñarol—, pero perdió las finales ante el Estudiantes de La Plata de Juan Ramón Verón. El 10 de diciembre de 1969, el Estadio Centenario completo despidió en partido homenaje a «Cococho» Álvarez, ídolo tricolor en la década del 60.

## Nacional Tricampeón Mundial Invicto (1971-1989)

### Campeón del Mundo por primera vez (1971)
Para 1970, Zezé Moreira fue sustituido por Washington Etchamendi. Con su nuevo técnico Nacional volvió a ser campeón uruguayo tras una campaña arrolladora, con veintiún triunfos, tres empates y una sola derrota.

#### Copa Libertadores (1971)

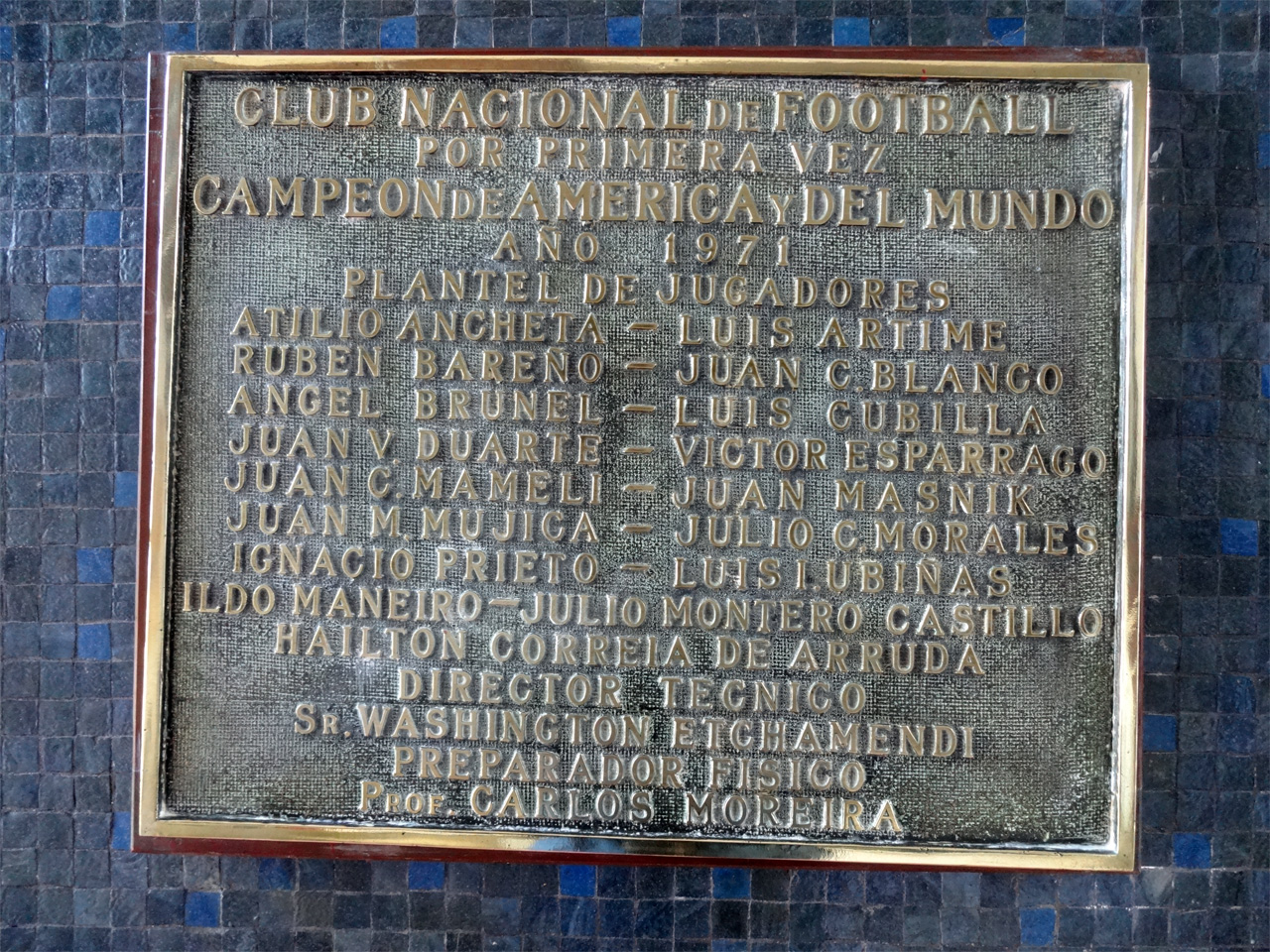
Placa conmemorativa a los campeones de la Copa Libertadores 1971.

| Alineación: - Manga - Luis Ubiña - Atilio Ancheta - Juan Masnik - Juan Carlos Blanco - Julio Montero Castillo - Víctor Espárrago - Luis Cubilla - Ildo Maneiro - Luis Artime - Julio César Morales - DT: Washington Etchamendi |  | \| Manga Blanco Masnik Ancheta Ubiña Maneiro Artime Cubilla Montero Castillo Morales Esparrago \| |
| Manga Blanco Masnik Ancheta Ubiña Maneiro Artime Cubilla Montero Castillo Morales Esparrago |  |                                                                                                   |

La serie inicial la integraban Nacional, Peñarol y los cuadros bolivianos Chaco Petrolero y The Strongest.
El debut fue victoria ante Peñarol por 2:1, con goles de Artime y Mugica. Luego, en La Paz, enfrentó primero al Chaco Petrolero, ganándole por 1:0 y empató con The Strongest 1:1. Ya en Montevideo, goleó a ambos 5:0 y 3:0 respectivamente. A estadio lleno, en el último partido de la serie derrotó nuevamente a Peñarol, esta vez 2:0, con goles de Blanco y Maneiro.
En el grupo semifinal correspondió jugar con Universitario de Perú y Palmeiras de Brasil. Tras empatar en Lima, el 2 de mayo venció a Palmeiras en el Estadio Pacaembú de San Pablo por 3:0, con dos goles de Artime y uno de Bareño. En las revanchas en Montevideo derrotó 3:0 a Universitario y a Palmeiras 3:1 convirtiendo Artime, Morales y el chileno Ignacio Prieto.
En las finales, Nacional enfrentó a Estudiantes de la Plata, reeditando la final de 1969. El primer partido, jugado en La Plata, fue victoria local por 1:0. En la revancha, jugada en Montevideo el 2 de junio, Nacional ganó por idéntico marcador con gol de Juan Masnik.
El tercer y definitivo partido se jugó en Lima el 9 de junio. Nacional venció 2:0 con goles de Espárrago y Artime, obteniendo de esa forma su primera Copa Libertadores. Gracias a este logro, ganó el derecho a disputar dos trofeos internacionales más, la Copa Intercontinental y la Copa Interamericana.

#### Copa Intercontinental (1971)
La Copa Intercontinental consagraba en teoría al mejor equipo del Mundo, enfrentando a los campeones de Europa y Sudamérica. El campeón de Europa, el Ajax de Holanda, se negó a medirse en esta copa ante la violencia ocurrida en "La Batalla de La Plata" y Nacional se enfrentó con el subcampeón, elPanathinaikos, dirigido por el mítico futbolista húngaro Puskás. La primera final se jugó el 15 de diciembre en el Estadio Karaiskakis de El Pireo, resultando en empate 1:1 con gol de Luis Artime. La revancha se jugó Montevideo el 28 de diciembre y fue victoria local por 2:1 con goles de Artime, con lo que Nacional se consagró campeón intercontinental por primera vez.

#### Copa Interamericana (1972)
Además de conquistar la Copa Intercontinental, en 1971 se obtuvo el tercer uruguayo consecutivo, con Artime consagrándose por tercera vez consecutiva goleador del mismo con veinte goles.
Al año siguiente, a pesar de sufrir las partidas de Ancheta a Gremio y Artime a Fluminense, Nacional pudo cerrar igualmente el tetracampeonato a nivel local, ganando el Uruguayo de 1972, con Mamelli goleador del mismo. Además obtuvo su primera Copa Interamericana, derrotando al Cruz Azul mexicano, siendo el único club uruguayo en contar con este trofeo en su palmarés.
Nacional mantuvo durante esta época un récord de partidos invicto frente a su clásico rival, desde el 2 de marzo de 1971 hasta el 31 de enero de 1974. En este período se disputaron dieciséis clásicos de los cuales Nacional no perdió ninguno.

### "Campeón del Mundo" por segunda vez (1980)

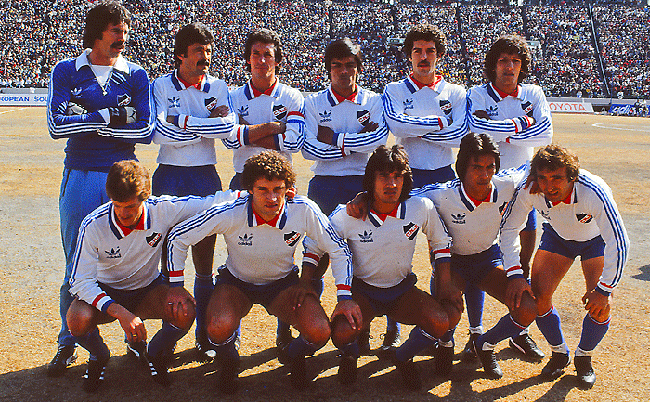
Plantel de Nacional en 1980.

La irrupción en 1973 del gobierno militar al país coincidió con un proceso de baja performance deportiva del club, a punto tal que tras el tetracampeonato 1969-1972 no realizó campañas de destaque ni a nivel internacional ni local, logrando solamente un campeonato uruguayo en 1977—. Incluso, Nacional sufrió el encarcelamiento de su presidente, Miguel Restuccia.
En las elecciones realizadas el 26 de enero de 1980 resultó elegido Dante Iocco como Presidente. Dos días más tarde Nacional se enfrentó a Peñarol por la Liguilla Pre-Libertadores correspondiente a la temporada 1979, y aunque empatando era campeón, perdió por 2:1. Perdió posteriormente la final por el primer puesto con Defensor por 1:0, y debió volver a enfrentar a Peñarol por la clasificación a la Copa Libertadores.
La nueva Directiva designó de urgencia al campeón de 1971 Juan Martín Mugica como técnico y al profesor Esteban Gesto como preparador físico. Mugica realizó algunos cambios en el equipo y en el planteo, colocando como titulares a tres veteranos del 71 que estaban en el club: Blanco, Espárrago y Morales. Con este nuevo planteo venció a Peñarol por 2:0 con goles de Julio César Morales.

#### Copa Libertadores (1980)
| Alineación: - Rodolfo Rodríguez - José Hermes Moreira - Juan Carlos Blanco - Hugo De León - Washington González - Víctor Espárrago - Arsenio Luzardo - Eduardo de la Peña - Alberto Bica - Waldemar Victorino - Julio César Morales - DT: Juan Martín Mugica |  | \| Rodríguez González De León Moreira Blanco De la Peña Victorino Bica Esparrago Morales Luzardo \| |
| Rodríguez González De León Moreira Blanco De la Peña Victorino Bica Esparrago Morales Luzardo |  | |

La serie era compartida con Defensor Sporting y los bolivianos The Strongest y Oriente Petrolero. Debutó derrotando a Defensor 1:0, siguió venciendo a Oriente Petrolero 3:1 en Bolivia, pero perdió en La Paz con The Strongest. De vuelta en Montevideo derrotó a Defensor 3:0, a Oriente Petrolero 5:0 y a The Strongest 2:0. En la serie semifinal debió enfrentar a O’Higgins de Chile y a Olimpia de Paraguay, campeón de la edición anterior. Ganó ambos partidos de visitante en Santiago y Asunción por 1:0, en ambos con gol de Dardo Pérez. En las revanchas empató 1:1 con Olimpia con gol De la Peña y superó a O’Higgins por 2:0, convirtiendo De la Peña y Victorino clasificándose para disputar la final ante Internacional de Porto Alegre.
Para la primera final, jugada el 30 de julio, en Porto Alegre, casi treinta mil uruguayos recorrieron los mil kilómetros que separan esa ciudad brasileña de Montevideo, para acompañar a Nacional en el Estadio Beira-Rio. El partido terminó en empate 0:0. El partido revancha se jugó el 6 de agosto en el Centenario, y fue victoria local por 1:0 con gol de Victorino de cabeza, consiguiendo así Nacional su segunda Copa Libertadores.

#### Copa Intercontinental (1980)
En febrero de 1981 Nacional obtuvo su segunda Copa Intercontinental. Esta vez venció al Nottingham Forest de Inglaterra —campeón de la Copa de Campeones de Europa 1979-80— por 1:0, con gol de Waldemar Victorino. Fue la primera vez que esta copa se jugó a un partido único en Japón, gracias a la gestión de los dirigentes tricolores, que pudieron convencer a los europeos que se rehusaban a participar de la competencia por el formato y grado de informalidad que venía teniendo, además de ediciones que terminaron en hechos de violencia. Eso convierte a Nacional en el primer campeón de la Copa Toyota Europeo-Sudamericana, nombre con el que fue conocida esta competencia con su nuevo formato, desde 1980 hasta su extinción en 2004 y que entregaba a los campeones el trofeo de la Copa Intercontinental y el trofeo de la Copa Toyota.

#### El Equipo de las Estrellas (1983)
En 1982 asumió la presidencia Rodolfo Sienra Roosen, y con el objetivo de volver a conquistar la Copa Libertadores se formó un gran plantel. Llegaron al club el argentino Miguel Brindisi, Carlos Aguilera, Pedro Pedrucci, Carlos Berrueta, Juan Eduardo Ferrari y Antonio Alzamendi, además del argentino Miguel Ángel Basílico como director técnico. Basílico realizó una buena campaña a nivel local —venciendo a Peñarol 2:0 con goles de Wilmar Cabrera y Luzardo—, pero renunció cuando el equipo quedó eliminado en la Copa. Para sustituirlo llegó un símbolo del club, Víctor Espárrago. Bajo su dirección Nacional ganó el clásico de la segunda rueda 1:0 con gol de Berrueta, dejando a Peñarol momentáneamente en la última posición de la tabla. Finalmente, Nacional obtuvo el campeonato con dieciséis puntos de distancia sobre Peñarol, que finalizó séptimo, superando el récord logrado en 1940.

### Campeón de América y del Mundo por tercera vez (1988)
En 1986 Nacional perdió el Campeonato Uruguayo de forma insólita, al perder una final con Peñarol a pesar de haber terminado primero con un punto de ventaja sobre dicho club.
Para la temporada 1988 se dieron las llegadas de Jorge Seré desde Danubio, Juan Carlos de Lima desde Botafogo, Mario López, puntero de River Plate, Martín Lasarte, defensa de Rampla, y los papales William Castro y Felipe Revelez. A medida que el equipo avanzaba en la Copa, se lo reforzó con Daniel Carreño y especialmente con Hugo De León, campeón de 1980. El entrenador fue Roberto Fleitas, que venía de dirigir a la Selección uruguaya que obtuvo la Copa América jugada en Argentina el año anterior.

#### Copa Libertadores (1988)
| Alineación: - Jorge Seré - Hugo De León - Felipe Revelez - José Pintos Saldanha - Carlos Soca - Santiago Ostolaza - Yubert Lemos - Jorge Cardaccio - William Castro - Ernesto Vargas - Juan Carlos de Lima - DT: Roberto Fleitas |  | \| Seré Soca De León P. Saldaña Revelez Cardaccio De Lima Vargas Lemos W. Castro Ostolaza \| |
| Seré Soca De León P. Saldaña Revelez Cardaccio De Lima Vargas Lemos W. Castro Ostolaza |  |                                                                                              |

La serie inicial era compartida por Wanderers, América de Cali y Millonarios de Bogotá. Nacional comenzó empatando ante Wanderers el 29 de junio 0-0, y luego venció a ambos equipos colombianos como local, al América de Cali por 2:0 y al Millonarios por 4:1. Venció en la revancha a Wanderers 1:0, pero en el primer partido en Colombia cayó goleado 6:1 por Millonarios, restando un empate 0:0 en Cali para pasar la fase. En la segunda fase eliminó al Universidad Católica de Chile gracias al gol de visitante, al empatar 1:1 en Santiago con gol de Revelez y 0:0 en Montevideo. La tercera fase enfrentó a Nacional con Newell's Old Boys de Rosario, al que superó al empatar 1:1 en Argentina, y vencer 2:1 en Montevideo. En semifinales volvió a enfrentar al América de Cali, derrotándolo en Montevideo por 1:0 con gol de Lemos, y empatando 1:1 en la revancha con un agónico gol de De Lima sobre el final. En la final debió enfrentar nuevamente a Newell's, que había avanzado como mejor perdedor en la tercera fase gracias al descuento sobre el final en el 2:1 en Montevideo —quedando eliminado en otra llave Peñarol— y luego había eliminado en semifinales a San Lorenzo. La primera final, jugada en el Gigante de Arroyito fue victoria de Newell's por 1:0. Sin embargo, la revancha en Montevideo fue una de las mayores demostraciones de superioridad en una final de Copa Libertadores.
Dicho partido se jugó el 29 de octubre en el Centenario colmado por 75 000 espectadores y culminó 3:0 a favor del local con goles de Pinocho Vargas, Ostolaza y De León de penal. Al finalizar los noventa minutos reglamentarios se debió jugar treinta minutos de alargue —por la reglamentación de la época— sin que se alterara el tanteador.

#### Copa Intercontinental (1988)
La final de la Copa Intercontinental de ese año, deparaba un durísimo enfrentamiento con el poderoso campeón europeo, el PSV Eindhoven de Holanda, que contaba en sus filas, entre otras figuras, con Romário y Ronald Koeman, y la dirección técnica de Guus Hiddink.
Nacional logró su tercer título intercontinental en un heroico partido, con dos goles de Santiago Ostolaza, el último, agónico para empatar en la hora de finalización del alargue, las célebres atajadas de Jorge Seré (atajó cuatro penales en la tanda de definición) y el último penal convertido por Tony Gómez (el vigésimo de la tanda), en lo que fue considerada como una de las finales más emotivas de la historia de la Copa Intercontinental. Con este triunfo, Nacional se consagró como el primer Tricampeón Mundial Invicto, gesta igualada años después por el São Paulo FC de Brasil.

#### El Rey de Copas (1989)
Al año siguiente, manteniendo buena parte del plantel pero con cambio de cuerpo técnico —volvió desde España Héctor Núñez, exjugador del club— Nacional gana su segunda Copa Interamericana —venciendo esta vez al Olimpia de Honduras— y también obtiene la Recopa Sudamericana, derrotando al Racing Club de Avellaneda. Para ello bastó un gol del juvenil Daniel Fonseca en Montevideo, y que Jorge Seré atajara un penal en Argentina para culminar 0:0. Con estos logros Nacional se posicionó como el equipo uruguayo con más títulos internacionales oficiales organizados por Conmebol-FIFA con nueve logros. Estos sumados a los doce obtenidos en los torneos rioplatenses dan un total de veintiún títulos internacionales oficiales.
En 1990 Nacional fue finalista de la Supercopa pero cae en la final ante el Olimpia paraguayo, cerrando así el ciclo de conquistas internacionales para Nacional y el fútbol uruguayo, ya que la Recopa de 1989 fue el último título internacional oficial conseguido por un club uruguayo al día de hoy.

## El resurgimiento de Nacional (1998-presente)
La generación de 1988, volvería a otorgarle otra alegría a los bolsos, ya que nuevamente con Roberto Fleitas como entrenador, se obtendría el Campeonato uruguayo de 1992 cortando una sequía que a nivel local ya llevaba nueve años. Jorge Seré, Hugo De León, Revelez, Yubert Lemos, Carlos Soca, entre otros, eran aún miembros del equipo; a ellos se les sumaba Dely Valdés, el misionero Antonio Vidal González, Álvaro Gutiérrez, y juveniles como Gustavo Méndez y Fabián O'Neill.[cita requerida]
El hecho de que los futbolistas del 88 se fueron retirando de la práctica del fútbol, sumado a un pésimo manejo financiero y deportivo de la institución, que atravesó traumáticos problemas financieros, marcó una debacle institucional durante la década del 90.[cita requerida]

### El primer Super Campeón (1998)
En 1998, se renueva la directiva, regresando a la presidencia Don Dante Iocco. Como primera medida, se contrató al ganador Hugo De León para que debutara como director técnico. Se hizo una extensa «barrida» del plantel, que venía de constantes fracasos, renovándolo casi por completo.[cita requerida] Permaneció la figura de Rubén Sosa para ser el capitán y símbolo del equipo, y se contrataron quince futbolistas (entre ellos, el brasileño Jorgeao, Vanzini, Gabriel Álvez, «Tyson» Nuñez y Mario Regueiro).
El equipo funcionó a la perfección, y la hinchada respaldó en gran forma.[cita requerida] El punto de inflexión fue en la segunda fecha del Apertura, cuando se perdía 0:3 con River Plate de Fernando Morena, pero se dio vuelta 4:3. El clásico de ese campeonato quedó en la memoria, por el gran partido de Carlos Camejo (un humilde futbolista procedente de Villa Española) quien realizó una gran marca sobre Pablo Bengoechea, y luego fue responsable de los goles de Nacional para la victoria 2:0. Esta victoria significó quebrar una racha adversa en clásicos de seis partidos.
En el Clausura, Nacional volvió a derrotar 4:2 a Peñarol en el clásico. Por primera vez en la historia, desde que se implementaron Aperturas y Clausuras en 1994, un equipo conseguía ambos campeonatos y se coronaba Super Campeón. El símbolo, Rubén Sosa se consagró goleador del torneo con trece goles.

### El centenario (1999)
El 14 de mayo de 1999 Nacional festejó su centenario, bajo el lema «100 Años de Verdad». El 29 de mayo, celebró el acontecimiento con un partido celebrado en un repleto Estadio Centenario enfrentando a un viejo conocido, el PSV Eindhoven. El encuentro finalizó 1:1, marcando Álvaro Recoba para Nacional, que alinéo muchos jugadores que ya no formaban parte del plantel del club, incluso en el segundo tiempo se autoconvocó para ingresar a la cancha el propio Hugo De León. Ese mismo año, la hinchada estrenó lo que llamó «la bandera más grande del mundo», un inmenso telón de fondo blanco cuyas medidas son ciento veinte metros de largo por ochenta metros de ancho con el logo de los cien años de Nacional estampado y la inscripción 1899 Nacional Decano.
El primer gol del nuevo siglo lo marcó Rubén Sosa, quien llevaba la camiseta con el número cien, de tiro libre contra Deportivo Maldonado. El primer clásico fue victoria 1:0 con gol del hondureño «Tyson» Nuñez.

### Tricampeonato (2000-2002)
Con la base del mismo plantel de los años anteriores, con los pilares de Gustavo Munúa en el arco, Alejandro Lembo en defensa, Óscar Javier Morales y Marco Vanzini en la contención y el ataque de Rubén Sosa, Gustavo Varela, «Tyson» Nuñez, Mario Regueiro y Gabriel Álvez Nacional dominó el ámbito local durante tres años seguidos.  En 2000, una impresionante batalla campal entre los futbolistas de Nacional y Peñarol, determinó que las finales de ese año se jugaran con algunos futbolistas encarcelados, por el lado de Nacional, Richard Morales, Vanzini y Regueiro. Fue fundamental la presencia de Sergio Daniel Martínez y sus frías definiciones para conquistar el título en las finales ante Peñarol.
Al año siguiente, Nacional definió el título frente a Danubio, venciéndolo 2:1 en Maldonado. En 2002 Hugo De León dejó el cargo, y fue sustituido por Daniel Carreño. Además de los futbolistas base ya nombrados se contrató a un inspirado Horacio Peralta y se afianzó el camerunés Pierre Webó, quien habiendo llegado del Tacuarembó F.C. había jugado los dos campeonatos pasados casi exclusivamente con el equipo de Tercera División. Se volvió a derrotar a Danubio en las finales, triunfando en ambas 2:1, tanto en Jardines del Hipódromo como en el Centenario. Ese año avanzó hasta cuartos de final en Copa Libertadores siendo eliminado por Gremio de Porto Alegre y se estuvo a punto de acceder a la final de la Copa Sudamericana siendo eliminado por penales en la semifinal ante Atlético Nacional de Colombia.
En el Apertura 2003 manteniendo el plantel, se incorporaron Fabián O'Neill y otra vez Sebastián Abreu, que llegó para jugar gratis. Ese plantel ganó en el Apertura con catorce victorias, dos empates y una derrota, logrando el récord de valla invicta, en el club, de 963 minutos por parte de Gustavo Munúa y una diferencia de seis puntos en la tabla de posiciones al segundo. En la Copa Libertadores, protagonizó los recordados enfrentamientos contra el Santos de Robinho, Diego y Elano, por octavos de final, 4:4 en Montevideo y 2:2 en Vila Belmiro, clasificando los brasileños por penales. Sin embargo, a mitad de temporada, el club sufrió una fuerte desmantelación del plantel, fueron transferidos Munúa, Lembo, Álvez, se retiró O'Neill, se fue Abreu y se alejó Vanzini, peleado con su compañero Sebastián Eguren y el DT Carreño. Nacional repatrió al ya veterano Dely Valdés, pero no fue suficiente para contrarrestar al Peñarol de Chilavert, lo que significó perder la posibilidad de obtener el tetracampeonato.

### Regreso al Gran Parque Central (2005)

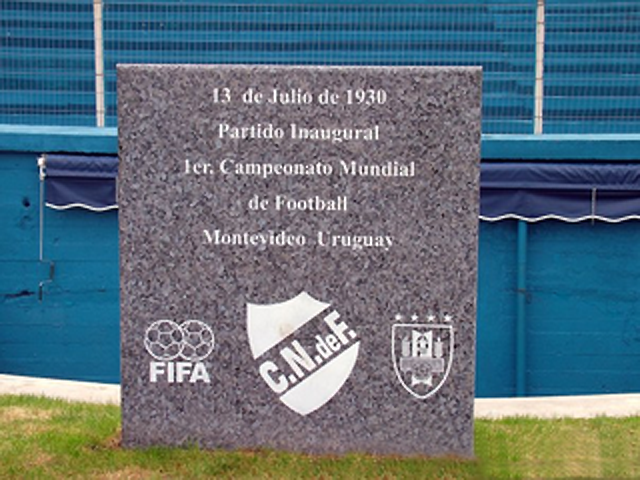
Placa de FIFA en el Gran Parque Central, en reconocimiento al primer partido de los mundiales.

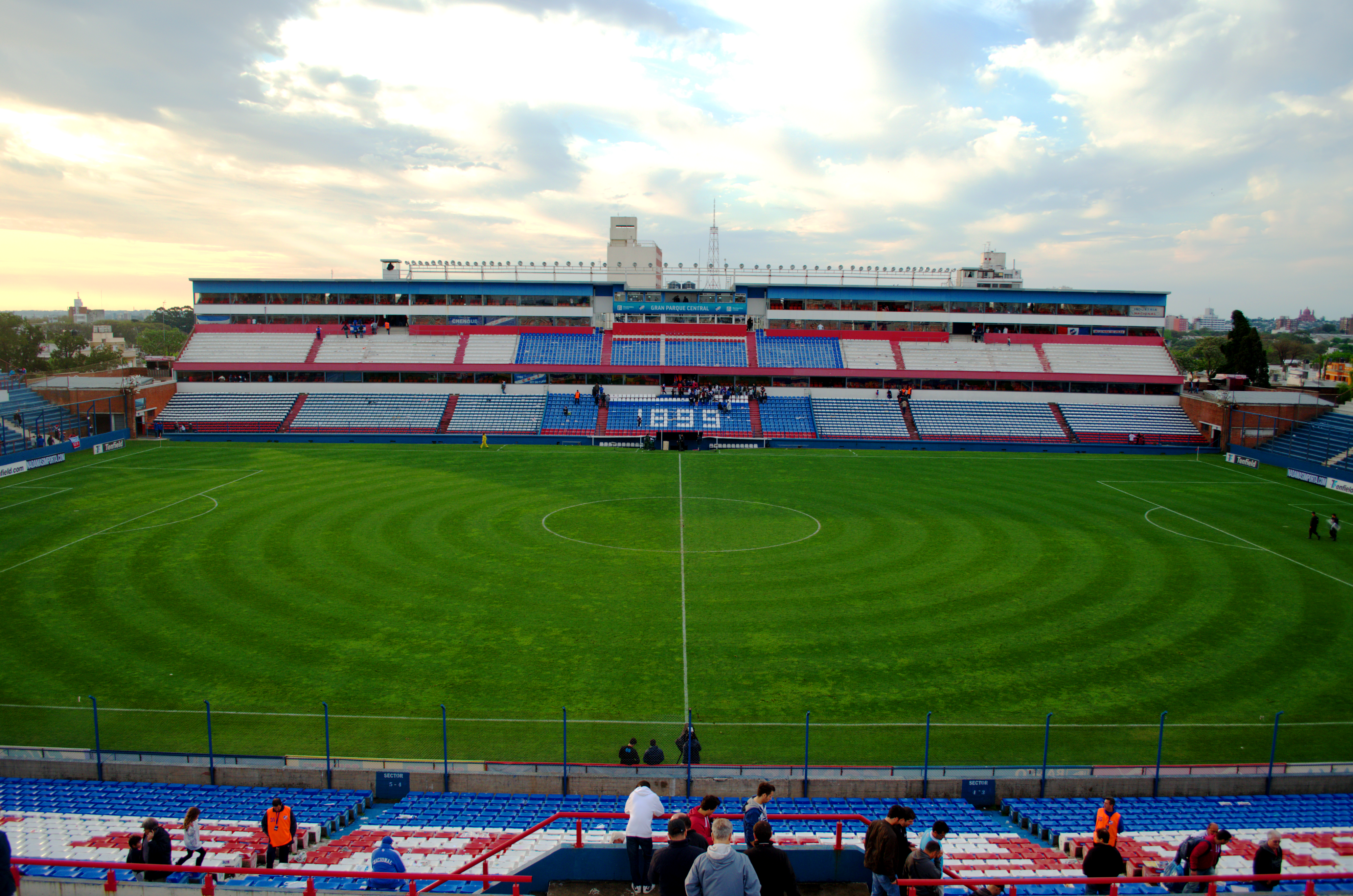
Tribuna José María Delgado del Gran Parque Central.

En 2004 tras un breve pasaje de Santiago Ostolaza, retornó a la dirección técnica Hugo De León, y también volvieron Martín Ligüera y Sebastián Abreu. Ese año es recordado por las remontadas clásicas: en el Apertura, perdía 0:1, pero gana 2:1 con goles de Alexander Medina; en el Clausura, perdía 0:2 a falta de veinte minutos, pero dos goles de Luis Romero y uno de Sebastián Abreu dieron la victoria por el 3:2. Las finales fueron ante Danubio y a pesar de ganar 4:1 el primer partido, por la reglamentación de ese año, bastó con perder la revancha por 0:1 para que Danubio, que era el ganador de la Tabla Anual, saliera campeón uruguayo.
Decepcionado por ese final, De León dejó el cargo, y la directiva siguiendo con la política desde 1998 de contratar campeones de 1988 como entrenadores, llega Martín Lasarte, quien sería bicampeón.
Una asamblea de socios que tuvo lugar a finales de 2003 decidió la reparación del Gran Parque Central, y el regreso permanente del equipo a su estadio para la mayoría de los partidos luego de 75 años ejerciendo la localía en el Estadio Centenario.[cita requerida] El 9 de marzo de 2005 se jugó un partido inaugural contra el Olimpia de Paraguay, ganando Nacional 3:2.

#### Bicampeonato (2005-2006)
El Uruguayo de 2005 fue especial porque se disputó a una sola rueda y porque Defensor Sporting no se presentó a jugar la final del mismo, en protesta a los arbitrajes. Nacional ganó este torneo en forma invicta por segunda vez en la era profesional, la anterior había sido en 1941. El 14 de agosto de ese año, se jugó el segundo clásico de la historia en el extranjero y el único jugado en Europa. La ciudad de La Coruña albergó el clásico uruguayo en marco del Trofeo Teresa Herrera y la victoria fue de Nacional por 3:1.
En la temporada 2005-06 llegó el bicampeonato. Las finales del torneo fueron contra Rocha y venció Nacional por 4:1 y 2:0. Este campeonato es recordado porque Nacional finalizó campeón y Peñarol terminó en el último escalón, habiendo una plaqueta en la sede tricolor recordando el evento. La diferencia entre Nacional y su tradicional rival fue de treinta y cinco puntos en la tabla, superando el récord de 1983 de dieciséis puntos.
Nacional tuvo una racha de imbatibilidad en partidos ante Peñarol de casi tres años, estuvo diez clásicos sin perder, cinco victorias y cinco empates, desde el 1 de febrero de 2004 (triunfo 3:0 en Paysandú) hasta que cayó derrotado el 26 de noviembre de 2006.

#### Cultura Nacional (2007-2012)

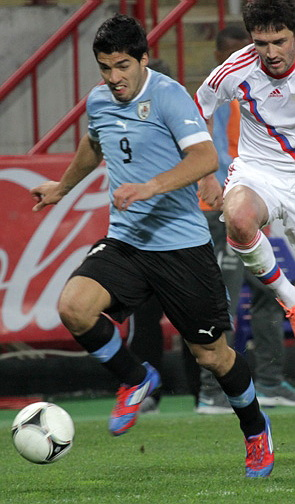
Luis Suárez, fue ascendido en 2005 por Martín Lasarte.

La llegada en 2007 de Ricardo Alarcón a la presidencia, marcó una redirección del club. Se marcó un proyecto llamado Cultura Nacional apuntando a reforzar la estructura institucional (aumento de caudal de socios, ampliación del Parque Central), el generar valores culturales, y en el plano económico-deportivo, un club exportador de futbolistas, apostando a su propia cantera, de forma de equilibrar las finanzas. En el plano deportivo, los resultados empeoraron, las temporadas 2006/2007 y 2007/2008 fueron obtenidas por Danubio y Defensor respectivamente, pero al menos, Nacional logró ganar ambas Liguillas y clasificar a la Libertadores. Sin embargo, el club reforzó su política de inferiores, y desde 2003 han surgido jugadores como Diego Lugano, Mauricio Victorino, Carlos Valdez, Sebastián Coates, Juan Ángel Albín, Gonzalo Castro, Sebastián Viera, Luis Suárez y Nicolás Lodeiro entre otros.

### Resurgimiento internacional
Luego de asegurarse su participación en la Copa Libertadores 2016, Nacional logra su 43.ª participación en la Copa, siendo uno de los dos equipos con más participaciones en dicho torneo, y logra su vigésima clasificación consecutiva, récord absoluto de la historia de la competición. A su vez, al jugar su partido número 311 2009, se convirtió en el equipo más copero del continente siendo poseedor del récord de partidos jugados en la competencia: 311 partidos.
Es de destacar, que además de participar en todas las ediciones de la Copa Libertadores desde 1997 hasta la fecha, logró hasta el 2013 inclusive al menos una victoria jugando de visitante en el exterior, consiguiendo triunfos —en este período— en todos los países de Sudamérica y en México (de hecho, Nacional es el único club uruguayo que ha ganado partidos oficiales en dicho país). Computando la Copa Libertadores 2018 fue el líder de la Tabla histórica de la Copa Libertadores de América con 580 puntos y 377 partidos disputados.
Detalle de victorias en el extranjero por torneos oficiales en años consecutivos (1997-2013):
| - 1997: Deportivo Cali 1-0 - 1997: Colo-Colo 2-1 - 1998: Universidad de Chile 3-1 - 1999: Monterrey 2-1 - 1999: Cerro Porteño 3-2 - 2000: Emelec 2-0 | - 2000: Corinthians 2-1 - 2001: Wilstermann 2-1 - 2001: Olimpia 2-0 - 2002: Sporting Cristal 4-3 - 2002: Vélez Sarfield 1-0 - 2003: Oriente Petrolero 3-2 | - 2004: Cienciano 2-1 - 2005: Olmedo 3-2 - 2006: UA Maracaibo 3-2 - 2007: Necaxa 1-0 - 2008: Coronel Bolognesi 1-0 - 2009: Nacional (PAR) 3-0 | - 2010: Banfield 2-0 - 2011: Argentinos Jrs. 1-0 - 2012: Vasco da Gama 2-1 - 2012: Liga de Loja 1-0 - 2013: Toluca 3-2 - 2013: Boca Juniors 1-0 |

Después de aquellas destacadas campañas del 2002 y 2003; año tras año, Nacional siguió intentando regresar a la cima continental y obtener los títulos que desde 1988 no se logran. En la Libertadores 2004, Nacional ganó su grupo invicto pero cayó con Deportivo Táchira en octavos. La edición 2005 fue un mojón negativo, pero se recupera al año siguiente, cuando se mejora la actuación con un equipo juvenil que llegó a octavos de final pero fue eliminado con frente al equipo a Inter de Porto Alegre. En ese 2006, el destaque llegaría en la Copa Sudamericana, donde luego de eliminar a Central Español y a Libertad paraguayo, enfrentó a Boca Juniors. Fue triunfo 2:1, con goles de Marcelo Tejera y Diego Alonso, en un repleto Estadio Centenario. El partido revancha quedó en la historia, ya que el equipo sufrió una gran cantidad de bajas debido a las paperas, jugando el mismo con varios suplentes, entre ellos el arquero Alexis Viera quien tuvo gran actuación durante el partido y en la tanda de penales. Nacional avanzó hasta cuartos de final donde fue eliminado por Atlético Paranaense.
En la edición 2007, en fase de grupos se enfrentó al Inter, por entonces campeón mundial,, al que derrotó por 3:1 en el Parque Central. El equipo logró la clasificación en octavos venciendo 0:1 a Necaxa en México, donde se destacó el guardameta Fernando Muslera. Sin embargo, al perder con Cúcuta Nacional quedó eliminado en los cuartos de final. Para el año siguiente, Carreño había sido sustituido por Gerardo Pelusso. En el grupo, Nacional lograría una victoria 3:0 sobre Flamengo, en «el día del alcanzapelotas» —porque una pirueta de un chico encargado de alcanzar los balones provocó la agresión del futbolista Toró del conjunto carioca y su expulsión—, pero en los octavos de final, enfrentar al São Paulo de Adriano significó la eliminación del torneo.

#### La campaña del equipo de Pelusso (2008-2009)
La historia de esta temporada del equipo dirigido por Gerardo Pelusso comienza en la final de la Liguilla Pre-Libertadores de 2008 cuando Nacional enfrentó a Defensor Sporting, el entonces campeón uruguayo. El equipo se quedaba sin delanteros: Bruno Fornaroli había sido transferido, Richard Morales se había retirado del club, y en ese partido se lesionaba Diego Vera. Por él, ingresó el juvenil Santiago García (17 años) debutando en primera división, marcando el único tanto del partido y otorgándole el primer título de la era Pelusso al club.
El Torneo Apertura, sería muy accidentado. En la segunda fecha, en un lleno Parque Central, el árbitro Líber Prudente decidió suspender el encuentro ante Villa Española, porque Nacional ingresó un minuto tarde al campo de juego; provocando una serie de incidentes en el lugar, por lo cual el Bolso fue castigado con cinco partidos de pérdida de localía. Luego de varios días en los tribunales de la AUF, el partido finalmente se jugó en el Estadio Centenario con triunfo de Nacional. Luego de vencer en el clásico (1:0 con gol de penal de Sergio Blanco), el torneo se suspende sobre el final del mismo, luego de una batalla en Jardines del Hipódromo entre hinchas de Nacional y Danubio en la que Nacional recibió sanción de pérdida de tres puntos para la siguiente temporada. El torneo se reanudó en febrero de 2009, a una fecha del final, con dos equipos liderando: Danubio y Nacional. Nacional vence a Central, mientras Danubio vence de atrás a un desinteresado Peñarol. Debieron definir en una final, donde Danubio ganaba 1:0, pero aunque Nacional quedó con 10 jugadores en cancha, llegaron los goles de Álvaro Fernández y Santiago García, que le dieron el título al tricolor.
Luego de asegurarse la participación en las finales, Nacional se desinteresaría del Torneo Clausura,[cita requerida] enfocándose en la Copa Libertadores dónde logró su mejor participación en los últimos 21 años. Gana su grupo invicto y con comodidad (14 puntos de 18 posibles), derrotando con autoridad a River Plate argentino 3 a 0 en Montevideo. En los octavos, la pandemia de gripe A (H1N1) evitó que se enfrentara a San Luis de Potosí. En cuartos de final, el rival fue Palmeiras. Una vez más, un gol clave del Santiago García para el empate 1:1 de visitante, fue suficiente para alcanzar la ansiada clasificación a semifinales empatando sin goles en Montevideo. En esta instancia, se enfrentó al Estudiantes de La Plata de Juan Sebastián Verón, club que terminó consagrándose campeón. A pesar de la derrota, el equipo se retiró aplaudido del estadio por una hinchada que reconoció el esfuerzo.
De vuelta en el Uruguayo, Nacional debió enfrentar a Defensor Sporting —campeón del Clausura y ganador de la Tabla Anual— en lo que fue la serie final más extensa de la historia. El equipo tricolor liderado por Óscar Javier Morales y futbolísticamente por los juveniles Sebastián Coates (18 años), Santiago García (18) y Nicolás Lodeiro (20),  debió superar primero una serie de tres partidos, donde se empataron los dos primeros y se ganó el decisivo por 3:0 —goles de García, Coates y Fernández—. Finalmente, las finales definitivas fueron dos triunfos 2:1 del Bolso, coronando la temporada con el trofeo de campeón uruguayo número 42 de su historia. Como destaque, el equipo triunfó en los tres clásicos de la misma —el 1:0 del Apertura, 2:1 en el torneo amistoso de verano y el 3:2 del Clausura con tres goles de Gustavo Biscayzacú—. Al otro día de la consagración, Pelusso anunció su dimisión al cargo de director técnico del club.

### Nuevamente Bi-campeones (2010-12)
El sustituto inmediato de Pelusso fue Eduardo Acevedo, quien recibió un plantel que se mantuvo en su mayoría, reforzado con el regreso de varios históricos exfutbolistas del club: Alejandro Lembo, Gustavo Varela, Gianni Guigou y Mario Regueiro. La campaña durante el Torneo Apertura 2009 fue brillante, de la mano de la dupla formada por Nicolás Lodeiro y «Matute» Morales, salió campeón y desplegando un gran fútbol. Sin embargo, en el período de pases del verano 2010 serían transferidos el propio Lodeiro y el argentino Matías Rodríguez, bajas que el equipo no supo suplir, y esa temporada el título caería en manos de Peñarol, que ganó el Clausura y la Anual. Nacional venció a su clásico rival en la semifinal por 2:0 con goles de Santiago García, pero los resultados de la final fueron 0:1 y 1:1, perdiendo en el global. La campaña en la Libertadores tampoco había sido buena —eliminado en octavos por Cruzeiro—, por ello, el primero de junio del mismo año, la directiva tricolor despidió a Eduardo Acevedo como entrenador del equipo.

#### Nacional recupera el título (Carrasco, 2010-11)
Acevedo fue sustituido interinamente por el entrenador de las formativas Luis González, quien luego de meses de acuerdos, quedó oficialmente como entrenador del club. Pero con tan solo dos partidos ganados en siete jugados durante el Torneo Apertura 2010, González fue destituido como DT del club. Poco tiempo antes, el club atravesaba una dolorosa situación, por el fallecimiento en un accidente de tránsito del lateral izquierdo titular Diego Rodríguez, joven canterano del club, lo cual marcaría al plantel el resto de la temporada, haciéndose un juramento de obtener el título en memoria de su compañero.[cita requerida] El presidente Alarcón decidió contratar como nuevo entrenador a Juan Ramón Carrasco, envuelto en las eternas polémicas de amor-odio con la hinchada. El cambio dio resultado: rápidamente el equipo cambió la pisada y los resultados mejoraron, al punto de llegar a la definición del Torneo Apertura en el segundo puesto, un punto abajo del campeón Defensor.
En el Torneo Clausura, Nacional consiguió consagrarse campeón, obteniendo también el primer puesto de la Tabla Anual. Esto le dio el derecho al equipo dirigido por Carrasco a jugar las finales por el Campeonato Uruguayo frente a Defensor —campeón del Torneo Apertura— con ventaja deportiva, la cual dictaba que solo necesitaría de ganar un solo partido —la semifinal— para consagrarse campeón. Y de hecho así fue, el 12 de junio de 2011 en el Estadio Centenario, Nacional derrotó a Defensor por 1:0 con gol de Tabaré Viudez de tiro libre, obteniendo su 43.er campeonato uruguayo. Ese día, ingresó a los 66 minutos Marcelo Gallardo, disputando su último encuentro como futbolista profesional y terminando su carrera con un trofeo de campeón.  A los pocos días, Carrasco dimitió a su cargo, y el propio Gallardo fue designado como nuevo DT.

#### Segundo título consecutivo (Gallardo, 2011-12)
Marcelo Gallardo enfrentó una dura tarea en su debut como entrenador, para la nueva temporada el equipo sufriría las bajas del capitán Alejandro Lembo, el goleador Santiago García, Mauricio Pereyra y el juvenil Nicolás López. Además, también se iría Sebastián Coates, elegido el mejor futbolista joven de la Copa América 2011. La transferencia de Coates al Liverpool de Inglaterra, por ocho millones de dólares, fue récord para el fútbol uruguayo.
Los resultados en las primeras fechas del Uruguayo 2011-12 no eran buenos y aumentó la polémica sobre la decisión de la directiva tricolor de colocar al inexperiente Gallardo a dirigir a sus excompañeros. La derrota en la séptima fecha 0:1 ante Bella Vista —que no había sumado ningún punto— fue un punto de inflexión, con críticas de la prensa al entrenador, pero la directiva lo respaldó en el cargo. De allí en más, Nacional en gran remontada, sumaría veintidós de los veinticuatro puntos posibles, incluido la victoria de atrás y en la hora en el clásico por 2:1 con goles de Gonzalo Bueno y el Álvaro Recoba. El propio Recoba marcaría el gol del 1:0 sobre Liverpool en la última fecha, que le daría el trofeo de campeón del Torneo Apertura.
Para el Clausura y Libertadores se fue el capitán Rodrigo Muñoz, pero el Bolso se reforzó con los regresos de los experientes Jorge Bava, Vicente Sánchez y el zaguero de la selección Andrés Scotti. Además, llegó el argentino Israel Damonte. La historia fue similar al Apertura, flojo arranque, un golpe duro —derrota 4:2 ante Cerro Largo— y gran remontada al final: le ganó a Bella Vista 3:1, a Cerrito 6:1, a Rentistas 3:2, a El Tanque 1:0, a Fénix 2:0, nuevamente de atrás a Peñarol 3:2 —otra vez Recoba anotó el gol decisivo—, a Wanderers 2:0 y a Liverpool 4:3. Empató únicamente ante Rampla 1:1, previo al clásico. Esto le permitió terminar el Clausura con 35 puntos —32 en el Apertura— y aunque no pudo ganarlo debido a la gran campaña de Defensor Sporting, logró una vez más obtener la Tabla Anual y repetir la definición del año anterior.
Otra vez, alcanzaba con ganar un solo partido a Defensor para lograr el título y así fue. El 16 de junio, con gol de Recoba, Nacional obtenía su 44.º campeonato uruguayo. Gallardo fue campeón en su debut y Álvaro Recoba logró un regreso deseado a un Nacional que había dejado como ídolo en aquel lejano 1997. Su regreso fue resistido, pero su aporte fue totalmente decisivo. Además, Richard Porta fue el goleador del torneo con diecisiete goles en solo quince partidos —estuvo ausente por la transferencia al Al Wasl de Maradona—, y nuevamente la importancia de la cantera del club fue destacada por la prensa esta vez en las figuras de Alexis Rolin (2.º título), Maximiliano Calzada y Facundo Píriz (estos campeones por tercera vez).

### Actualidad

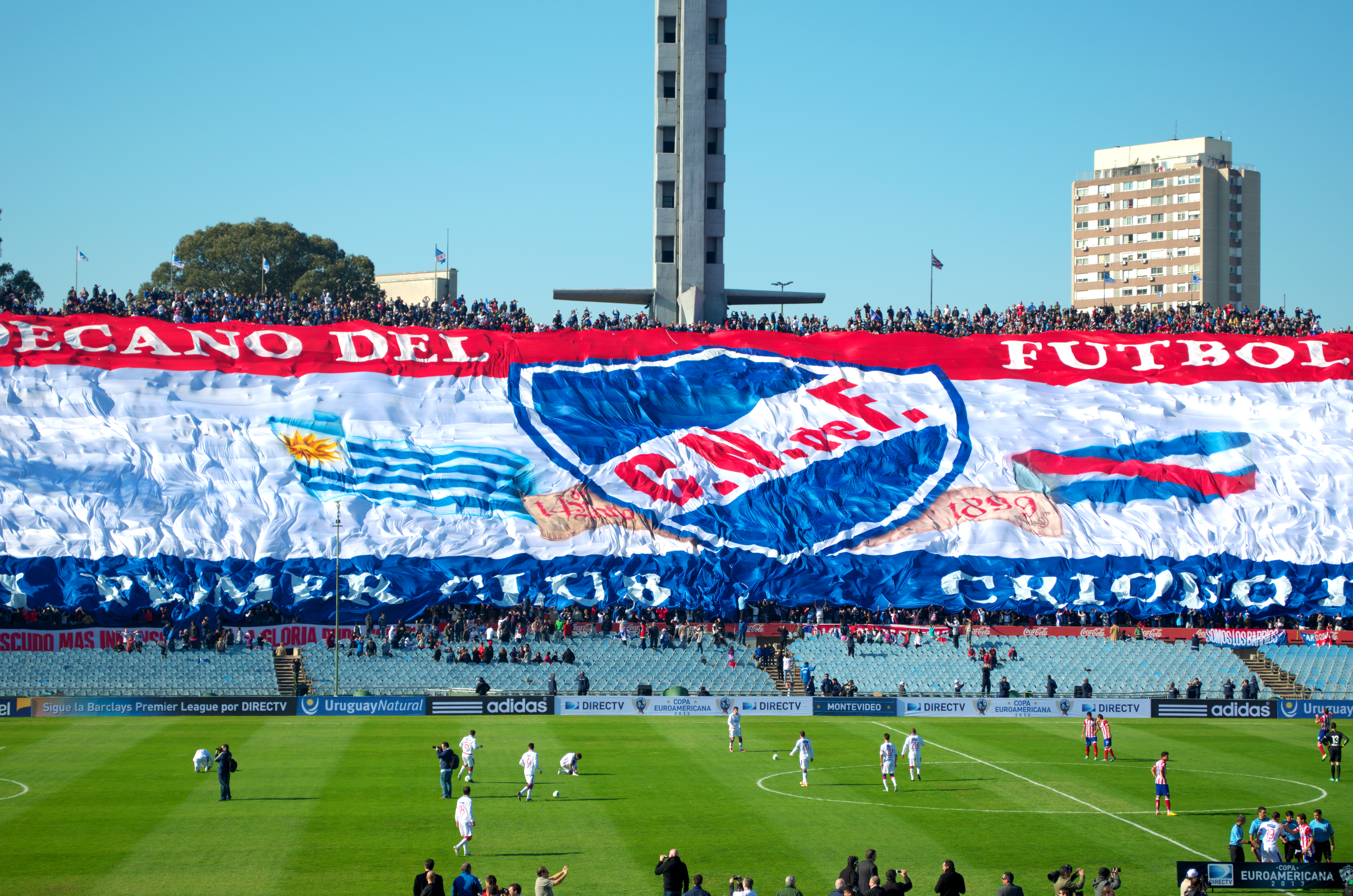
Imagen del encuentro entre Nacional y Atlético de Madrid, por la Copa EuroAmericana.

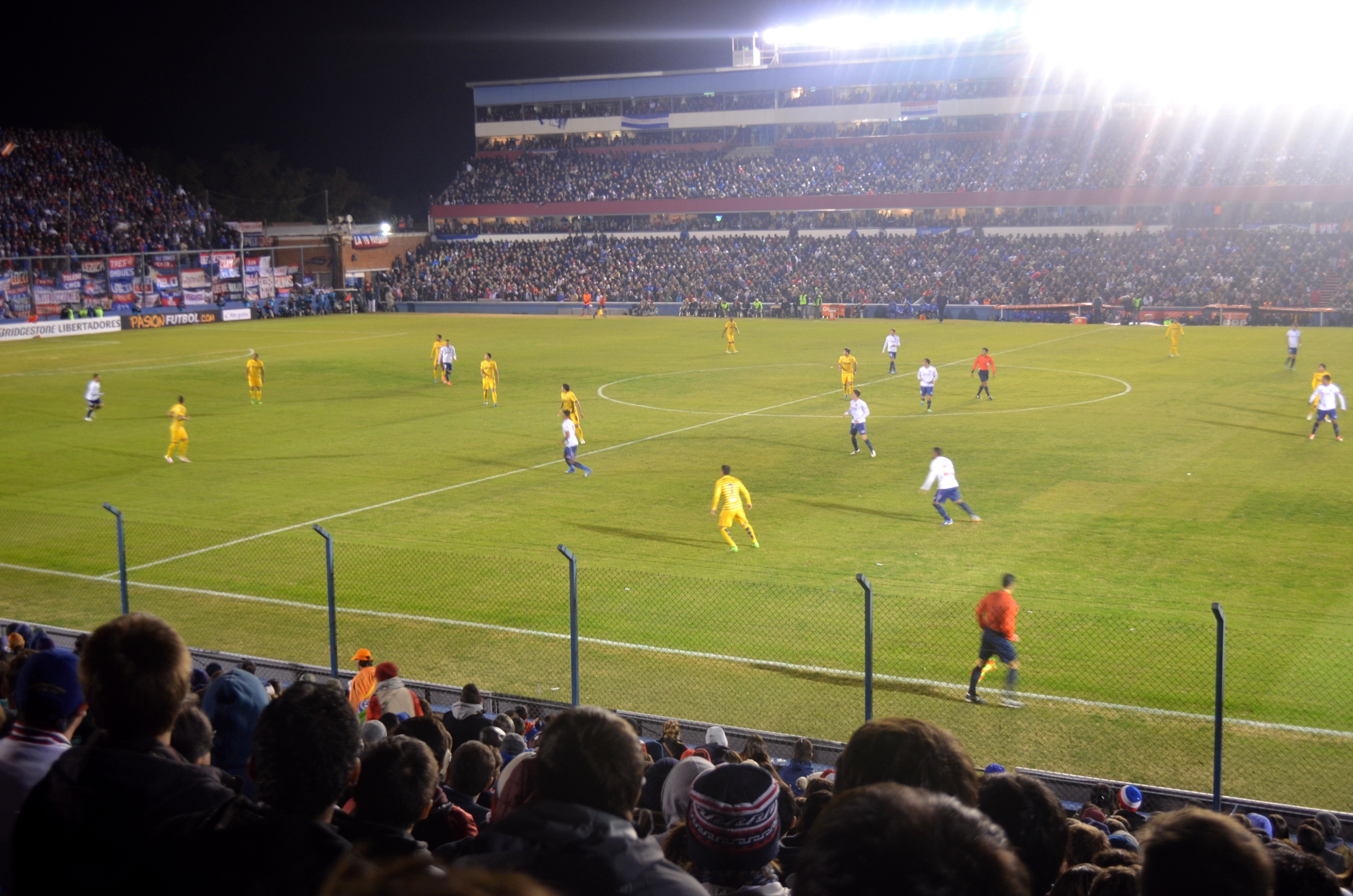
Partido disputado entre Nacional y Boca Juniors, por los Cuartos de final de la Copa Libertadores 2016.

Luego de coronarse campeón Gallardo dejó el club para regresar junto a su familia en Buenos Aires, siendo sustituido por Gustavo Díaz, quien fuera el técnico derrotado en aquella final, en lo que fue una polémica decisión del presidente Alarcón y que provocó un enfrentamiento institucional con Defensor Sporting. El nuevo entrenador fue duramente resistido por la hinchada, especialmente molesta por la eliminación de Copa Sudamericana a manos de Liga de Loja. Aunque Nacional lideró gran parte del Apertura, éste se pierde luego de derrotas consecutivas frente a River Plate y El Tanque.
En diciembre de 2012, 5731 socios votaron en las elecciones que dirimieron el regreso de Eduardo Ache a la presidencia, venciendo a José Fuentes. Ache confirma a Díaz en el cargo de entrenador y apuesta a reforzar el equipo con grandes incorporaciones: regresa Sebastián Abreu, y llega junto a Juan Albín, Iván Alonso y el colombiano Efraín Cortés; pero cinco puntos perdidos en las dos primeras fechas provocan la salida del entrenador. Interinamente toman el mando una dupla conformada por el exjugador Juan Carlos Blanco junto al técnico del plantel de 3.ª División, Gustavo Bueno, como asistente. Juntos lograron importantes resultados en Copa Libertadores como el triunfo 0:1 a Boca Juniors en La Bombonera y el 4:0 a Toluca en el Centenario. Este interinato duró hasta fines de ese mes, cuando se comunicó que el argentino Rodolfo Arruabarrena sería el nuevo Director Técnico del plantel principal, cargo que asumió a comienzos de abril. El equipo finalizó la temporada 2012-13 en la tercera ubicación de la Tabla Anual, pero al no haber más de dos clubes participando en la definición de Campeón Uruguayo -en este caso Peñarol y Defensor-, logró automáticamente la clasificación a la Primera Fase de la Copa Libertadores 2014, en la que será su cuadragésima primera aparición en la Copa. Se tratará además de la decimoctava participación consecutiva, lo que constituye un récord a nivel de dicha competencia. Tras finalizar tercero en el Torneo Apertura 2013, Arruabarrena renunció a su cargo, siendo suplantado por Gerardo Pelusso.
Al no conseguir ningún título en la temporada 2012/2013, Nacional cerró un singular ciclo de logros deportivos en el ámbito local, ya que en las dieciocho temporadas comprendidas entre 1995 y 2011/2012 fue campeón de por lo menos un torneo oficial:
- 1995: Clausura
- 1996: Clausura y Liguilla Pre libertadores
- 1997: Apertura
- 1998: Apertura, Clausura y Campeonato Uruguayo
- 1999: Apertura y Liguilla Pre Libertadores
- 2000: Apertura y Campeonato Uruguayo
- 2001: Clausura y Campeonato Uruguayo
- 2002: Apertura y Campeonato Uruguayo
- 2003: Apertura
- 2004: Apertura
- 2005: Campeonato Uruguayo
- 2005/2006: Clausura y Campeonato Uruguayo
- 2006/2007: Liguilla Pre Libertadores
- 2007/2008: Liguilla Pre Libertadores
- 2008/2009: Apertura y Campeonato Uruguayo
- 2009/2010: Apertura
- 2010/2011: Clausura y Campeonato Uruguayo
- 2011/2012: Apertura y Campeonato Uruguayo